# Архітектура модерну

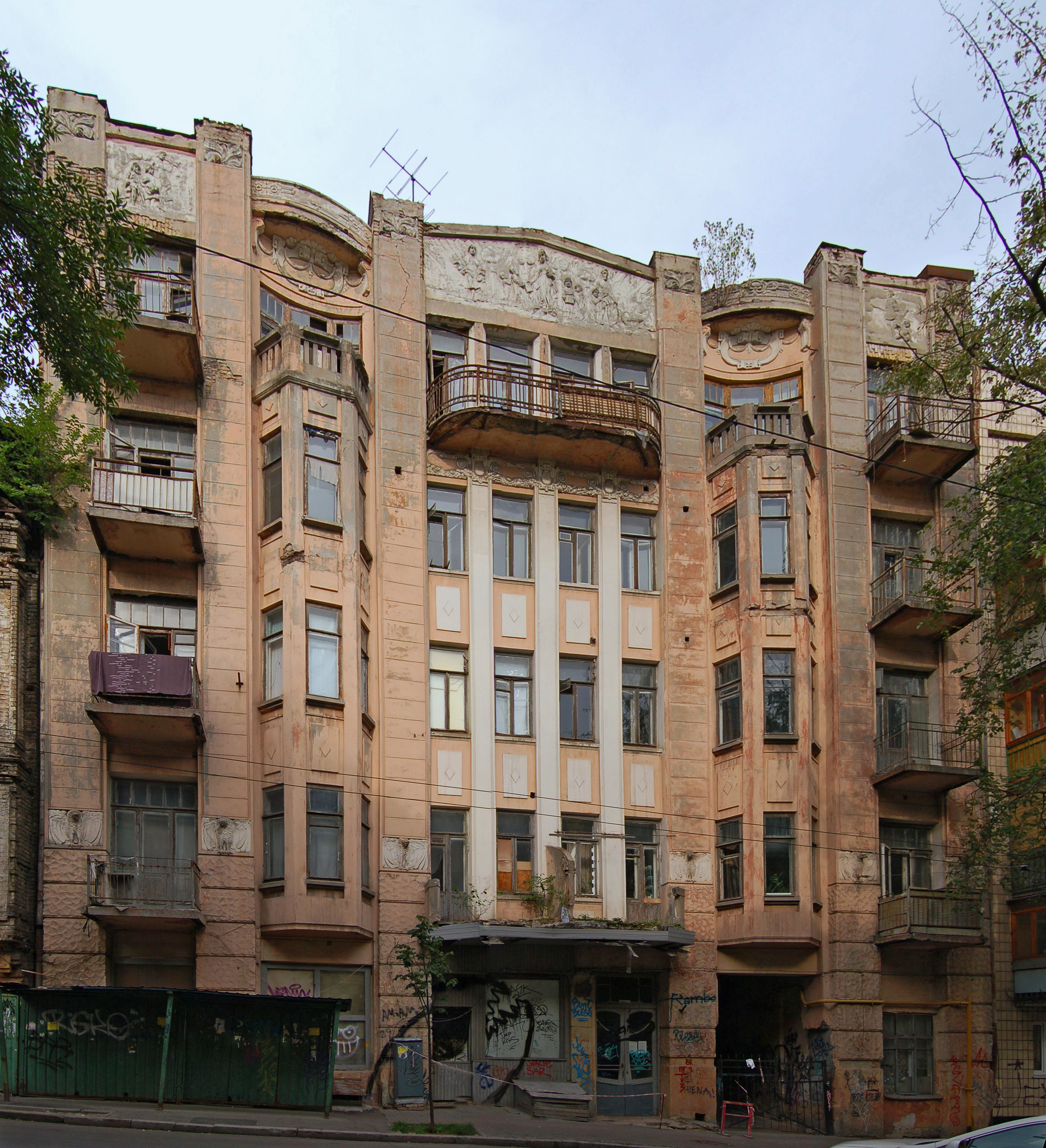
Прибутковий будинок на Малій Житомирській 12а

Архітектура модерну — стиль модерн в архітектурі, переважно, в європейських країнах та країнах західної цивілізації, що панував на зламі XIX—XX ст. напередодні Першої світової війни.

## Передумови
Характерні риси стилю модерн в архітектурі: плавність, пластичність, декоративність. Основними його елементами є використання синусоїдальних ліній, стилізованих квітів, язиків полум'я, хвилястих ліній, запозичених у природи.
Але згодом виробився і інший підхід до образного стану архітектури модерну, притаманний північним країнам — завеликі, скелеподібні об'єми, узагальненість і асиметрія, грубуватий і небагатий декор на фасадах, використання природних каменів (оброблених і необроблених), звертання до народної архітектури і образів національної міфології та надбання середньовіччя (північний модерн).
Модерн постав як мистецтво молодих людей на противагу домінуючому на той час історизмові. Звідси походить німецький варіант назви — Jugendstil, що означає стиль молоді. Архітектурні пам'ятки, створені у стилі сецесія, внесені до світової спадщини ЮНЕСКО.
Прагнучи створити новий стиль, представники модерну відмовлялися від історичних запозичень стилю еклектики, використовували умисно примхливі, мінливі форми, вигадливі лінії, принципи асиметрії і вільного планування, нові технічні та конструктивні засоби для створення незвичайних, підкреслено індивідуалізованих будівель, де всі рішення підпорядковані єдиному образно-символічному задумові й орнаментальному ритмові.
Розповсюдженню стилю сприяли як широке промислове виробництво бетону, скла великого розміру, піднесення промислового виробництва заліза, цегли, кераміки, так і піднесення торгівлі та будівельний бум. Стилістику сецесії всіляко підтримували як всесвітні виставки, так і різні періодичні видання. Головним було повсюдне прийняття цього стилю заможними прошарками капіталістичного суспільства.
Виникнення та розповсюдження стилю модерн (сецесія) збіглося з широким використанням призабутих будівельних технологій та відновленням ремесел, широким використанням промислових технологій в будівництві суспільно значущих об'єктів (виставкові комплекси, вокзали, театри тощо). Важливу роль у популяризації та розповсюдженні стилю сецесії зіграли саме міжнародні виставки та будівництво виставкових павільйонів у нових формах. Масова забудова деяких вулиць чи районів створила нове архітектурне середовище в історичних містах, серед яких: Париж, Мілан, Барселона, Манаус, Відень, Петербург, Берлін, Москва, Львів, Рига, Київ, Прага, Харків, Вінниця, Чернігів, Маріуполь тощо.
Звернення до хвилястих, природних форм стало найхарактернішою ознакою стилю, хоча повної відмови від прямокутних об'ємів в архітектурі досягти не вдалося. Мали місце компромісні варіанти, що не погіршило образну та функціональну складові стилю. В архітектурі модерну широко використовували як дерево (дерев'яний модерн), так і звичайну та глазуровану цеглу, бетон, металеві конструкції, скло, їх комбінації. Дерев'яний модерн переважав у будівництві заміських помешкань та вілл в країнах, багатих лісом і з давньою традицією дерев'яної архітектури (Швеція, Фінляндія, Росія, Україна).

## Вокзали

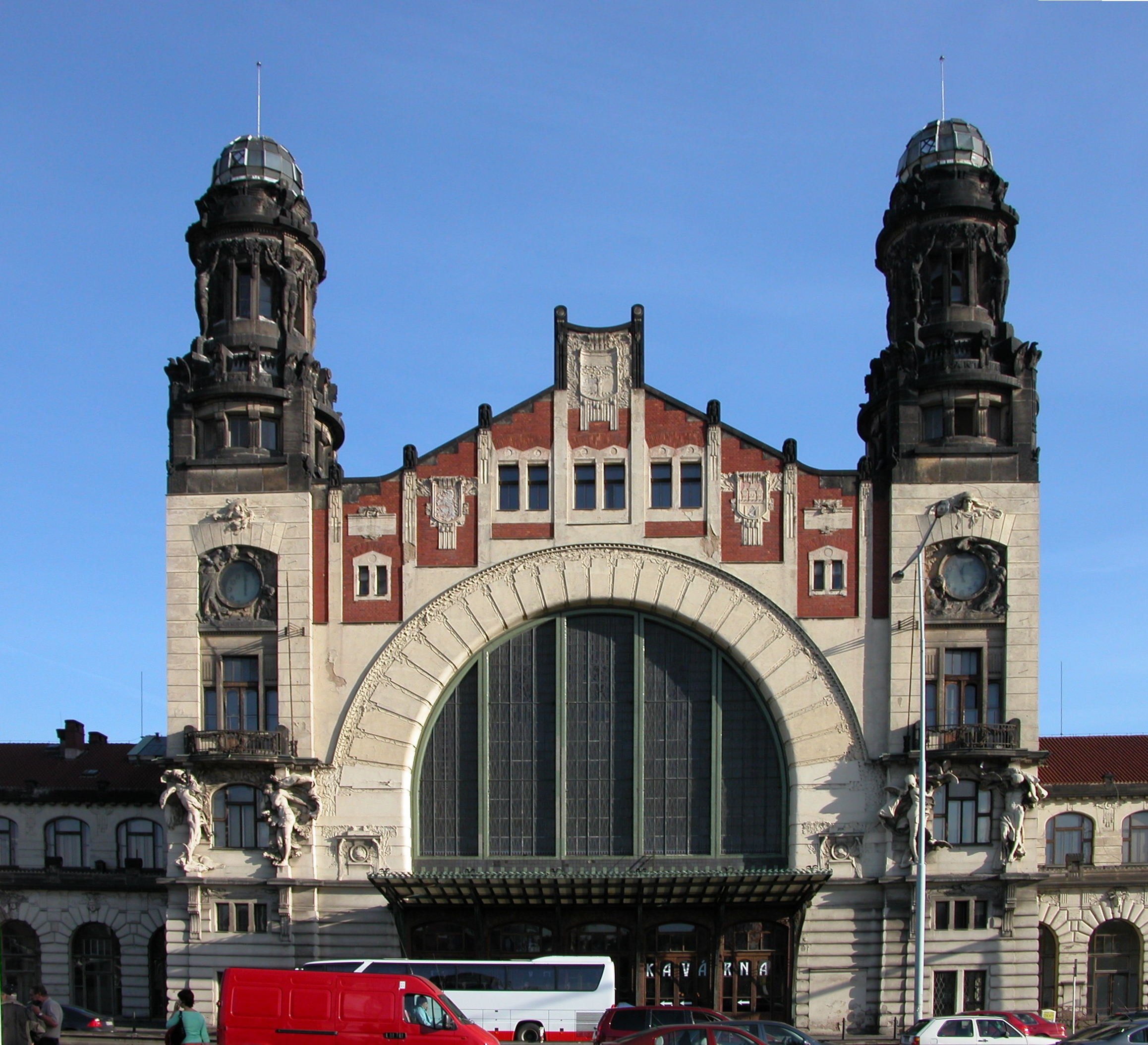
Прага, залізничний вокзал

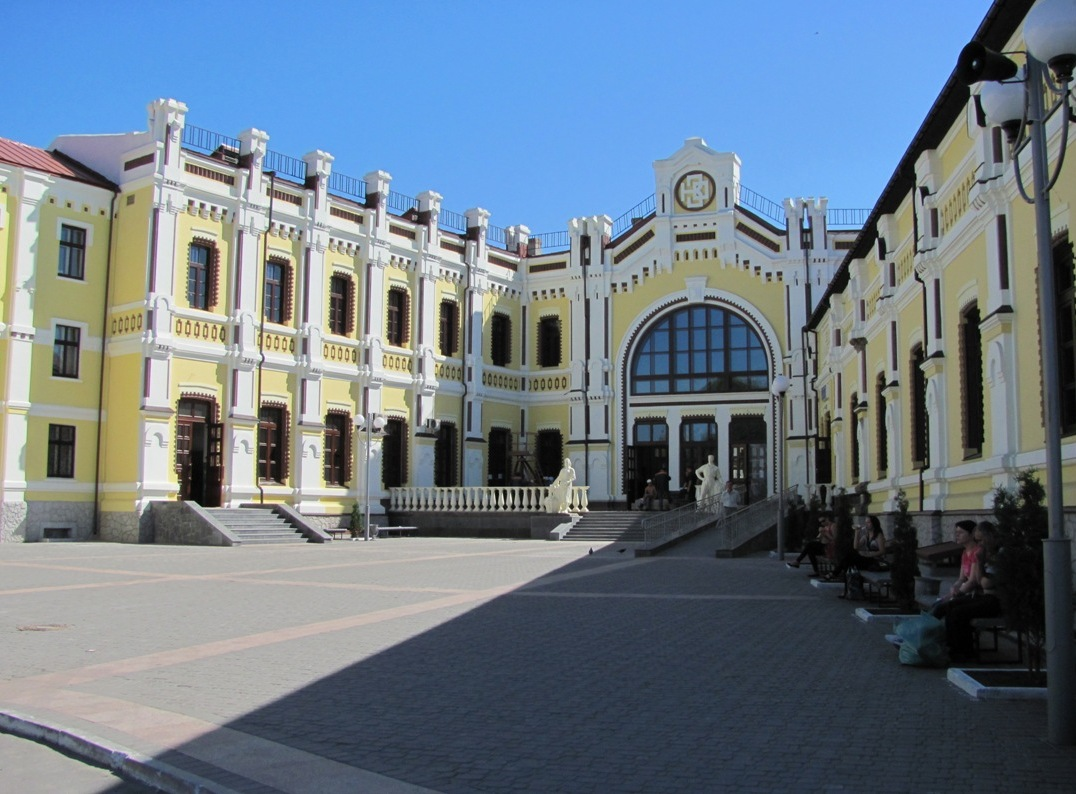
Україна, Вінницька область. Козятин, залізничний вокзал, 1889 р.

Модерн як стиль, гнучкий та відкритий для новацій, брався і успішно розв'язував будь-які архітектурні завдання, побудову як суспільно значимих, так і приватних архітектурних споруд. Серед них — ратуші, ринки, театри і казино, універмаги, крамниці і пасажі, банки і кінотеатри, столичні особняки нових багатіїв і садиби в сільській місцевості. Доволі повно модерн в архітектурі відбився і в побудові численних вокзалів у віддалених місцевостях, позаяк піднесення модерну збіглося з масовим розвитком будівництва як такого та розбудовою залізниць.
Якщо для побудови вокзалів в столичних і великих містах та промислових центрах використовували індивідуальні проєкти, створені уславленими архітекторами, для будівництва в провінціях та віддалених місцинах будували за типовими проєктами. Типові проєкти вокзалів в Російській імперії доручили створити архітекторові Желязевичу Рудольфу Андрійовичу (1810—1874).
В Російській імперії в другій половині XIX ст. розробку класів і типів залізничних станцій доручили інженеру Мельникову П. П. Два вищі щаблі класів відвели для столичних і великих міст. Були проведені архітектурні конкурси на проєкти великих вокзалів. Свої проєкти для них розробила низка архітекторів нової генерації, серед них Лев Кекушев, С. Красовський, Г. Гримм, К. Тон та ін.
Суспільне розмежування, притаманне державам зі значними домішками феодалізму, було притаманно і розділу пасажирів на три класи. Для імператорської родини будували окремий імператорський павільйон. Апартаменти з тогочасним комфортом і декором будували для керівництва, а бараки і пристосовані приміщення відводили для численної обслуги і робітників.
Іноді вокзали за індивідуальними проєктами створювали і в невеликих містах, мало до того відомих широкому загалу (вокзал Сабліно, вокзал Жмеринки, розкішним вважали пасажири вокзал в мало відомому Козятині за примхливість цегельних деталей, Вінницька область, Україна). Триповерховий, вибудований із цегли вокзал міста Оренбург нагадував палац великого міста.
Якщо стіни вокзалу тинькували, дозволялось розфарбування у два кольори, білі деталі, а тло жовте, блакитне, зелене, рожеве, що підсилювало зовнішню привабливість вокзалу.
У країнах багатих на ліс продовжилось також використання деревини і для створення вокзалів. Для будівництва вокзалу могли використати цеглу, для допоміжних і господарських споруд деревину. При будівництві вокзалів на пустельних чи малозаселених ділянках масштаб і розміри вокзалу були вказівками на майбутню значимість поселення, адже вокзал відігравав містобудівну роль і ставав архітектурною домінантою поселення разом із храмами.

### Підприємець Савва Мамонтов і вокзали

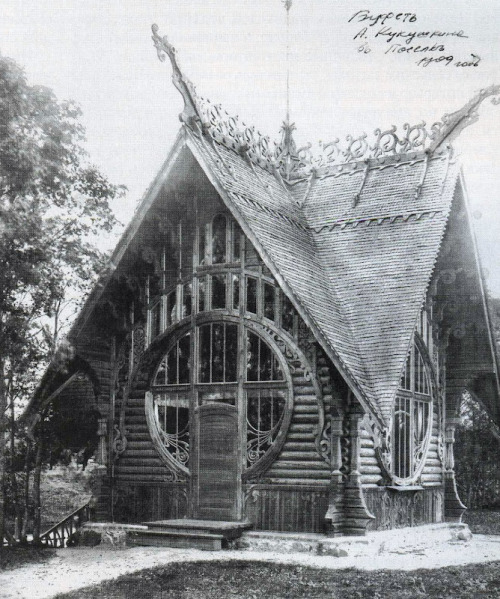
Станція Вириця, Росія. Дерев'яний буфет А. Кукушкіна, 1909 р.
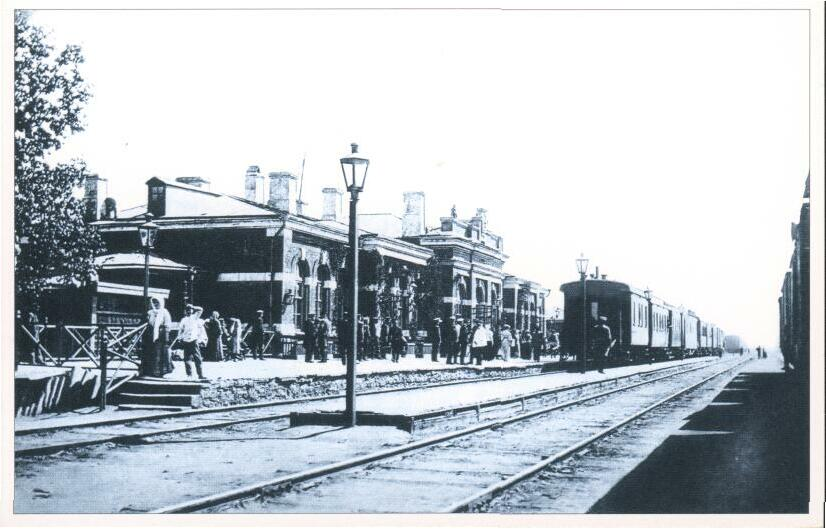
Маріуполь. Первісний залізничний вокзал

В залежності від масштабу обдарованості і талановитості підприємця художня виразність вокзалів зростала. Так, Савва Іванович Мамонтов (1841—1918) керував розбудовою Вологодсько-Архангельської залізниці. Він підійшов творчо і для розбудови вокзалів цієї залізниці, відбув у Західну Європу у пошуку нових ідей. Ідейною програмою розбудови нових вокзалів цього напрямку С. Мамонтов оголосив архітектуру будинків Швейцарії. Для створення проєктів були залучені московські архітектори Ілларіон Іванов-Шиц (1865—1937) та Лев Кекушев (1862—1914), що вдало працював як з цеглою, так і з деревиною. Низка вокзалів напрямку Ярославль-Вологда-Архангельськ була витримана в певній стилістиці. Помітно меншою була архітектурна виразність вокзалів південного напрямку (тодішня назва Донецька Кам'яновугільна залізниця 1882 р.) до міста порту Маріуполь у Приазов'ї.

### Вокзали (вибрані фото)

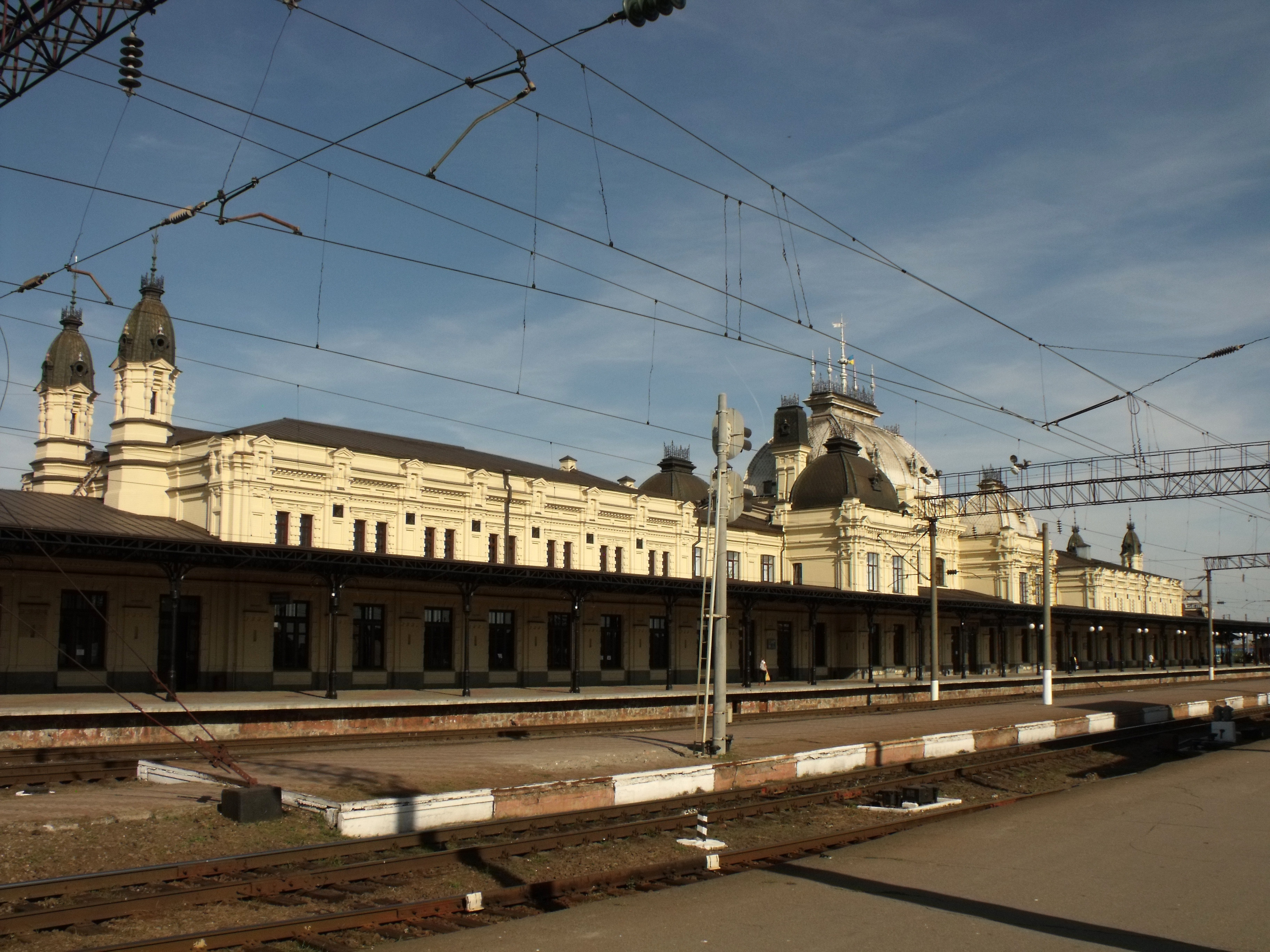
Україна, Жмеринка, вокзал, загальний вигляд
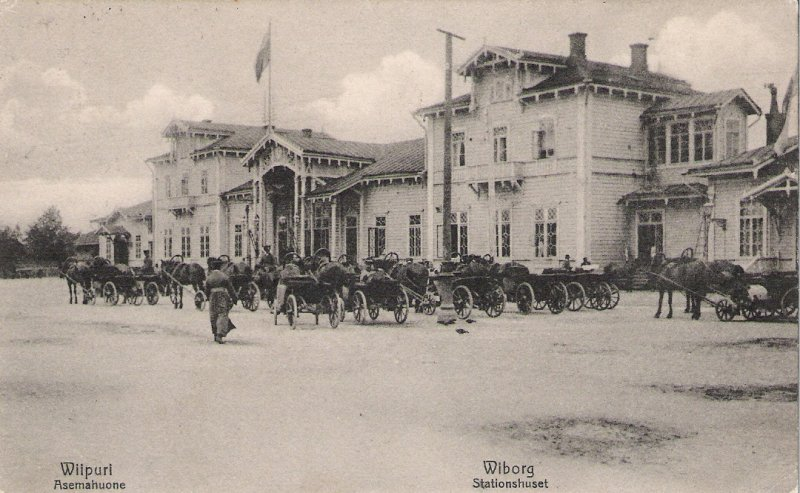
Виборг. Первісний дерев'яний вокзал до руйнування і побудови кам'яного, фото 1870 р. Стара поштівка]]
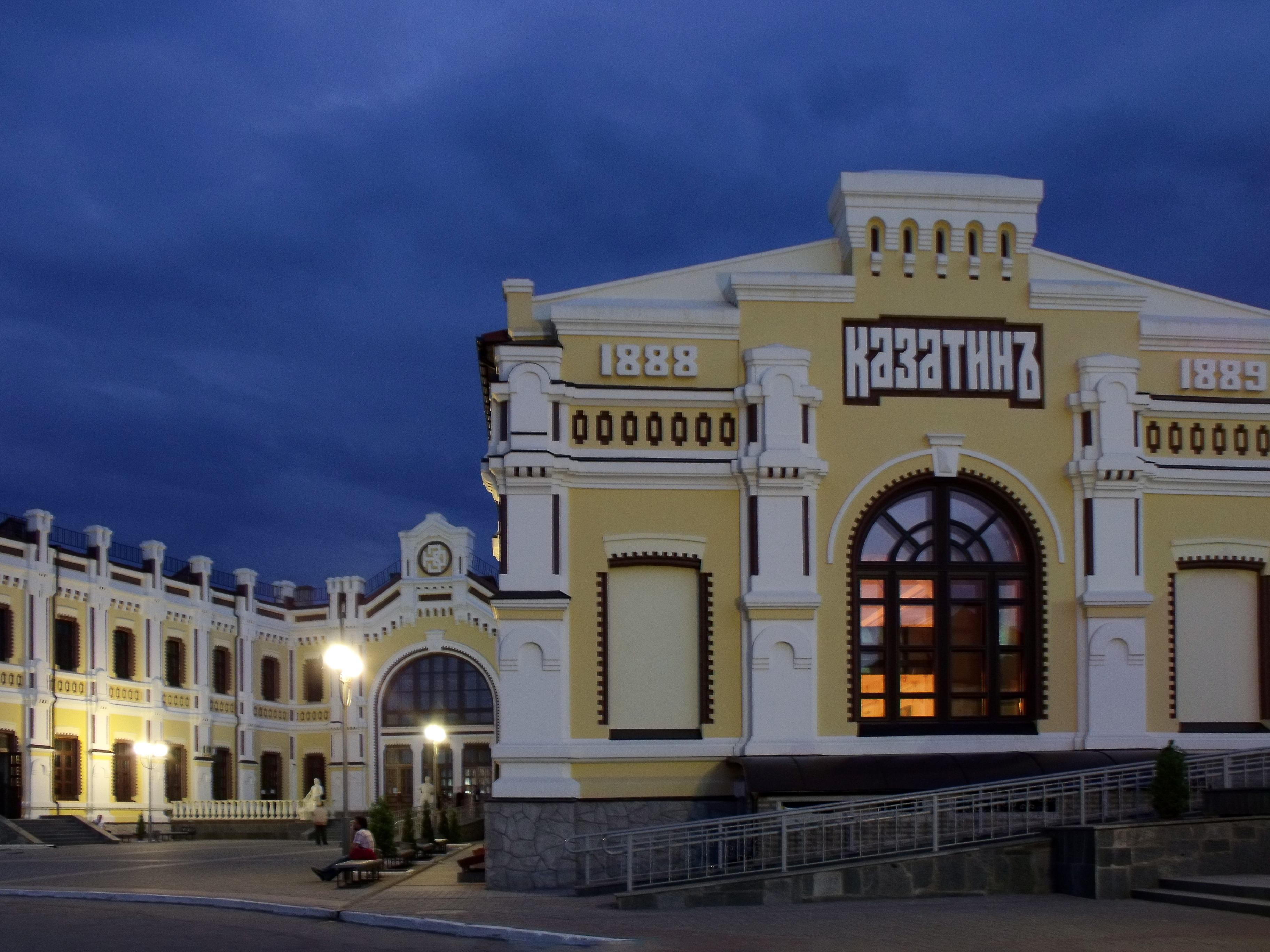
Козятин, Вінницька обл. Залізничний вокзал, 1889 р.
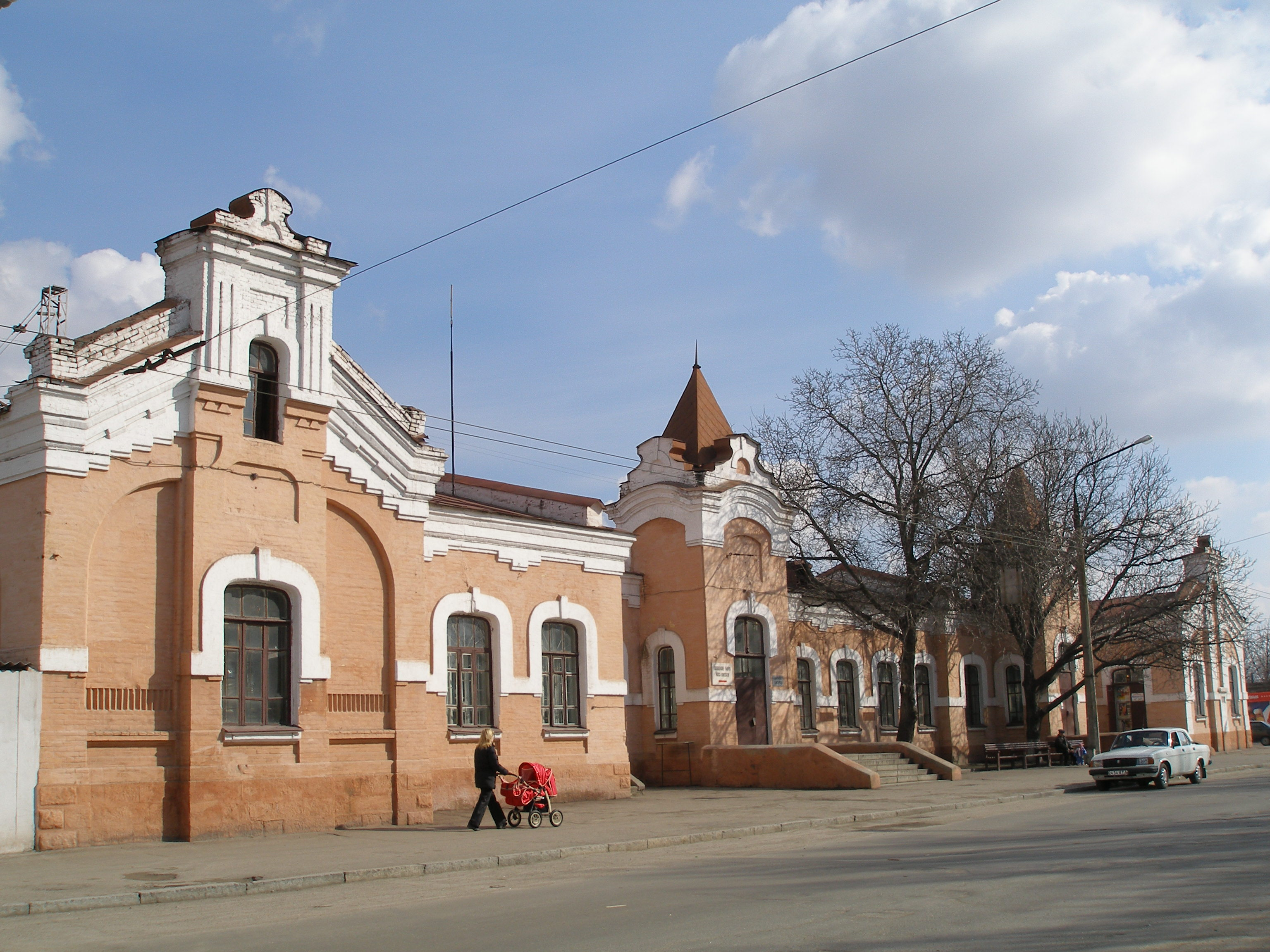
Україна. Вокзал Олександрівськ ІІ в стилі модерн
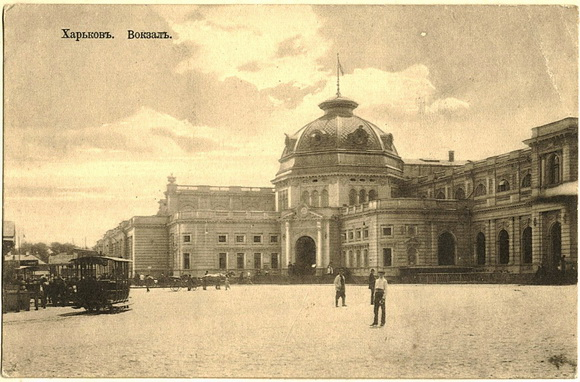
Харків, колишній вокзал (до руйнування), проєкт С. Загоскина та Д. Шпиллера, виконроб Ю. Цауне, побудова 1901 р.
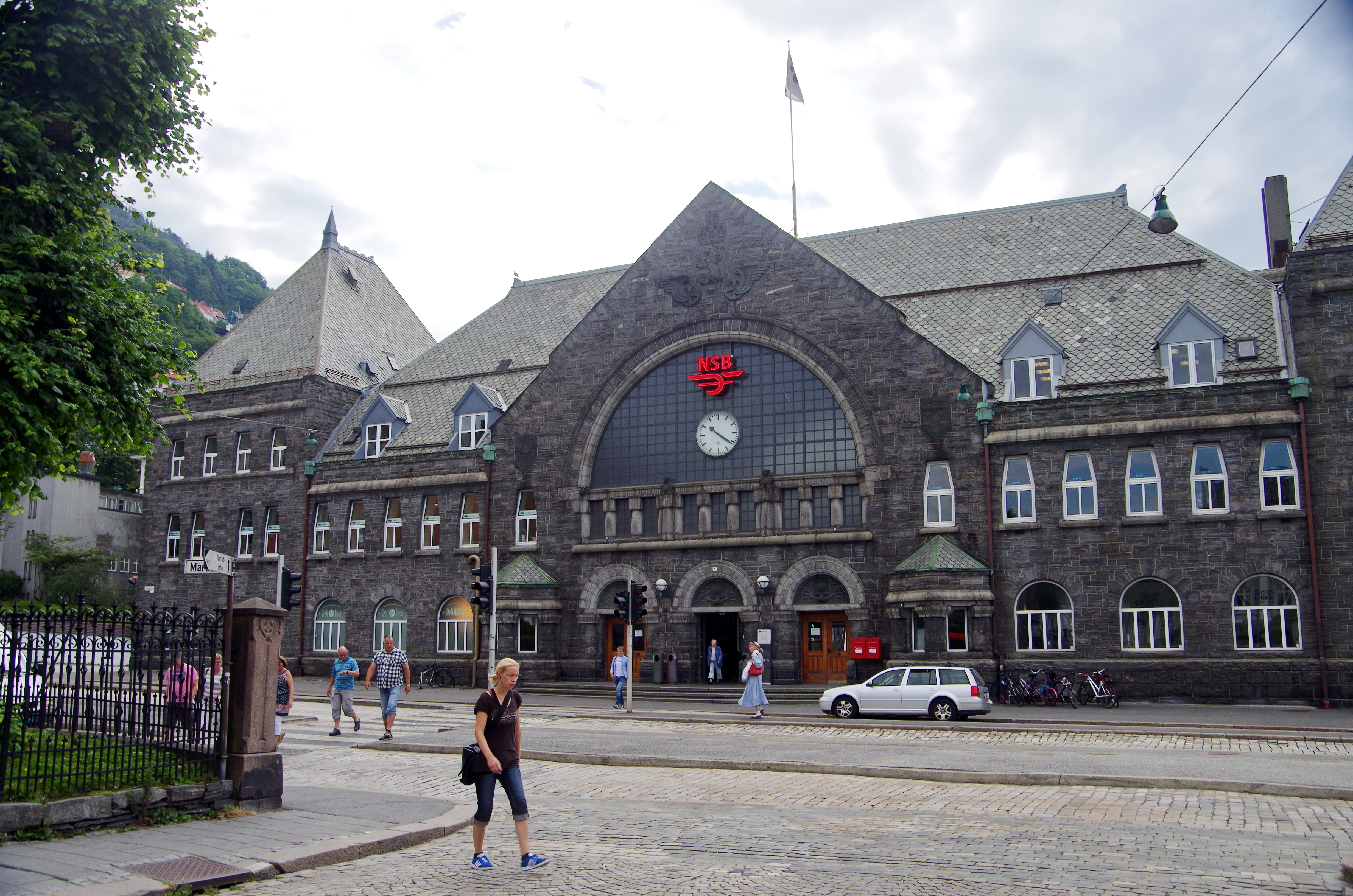
Берген. Залізничний вокзал.
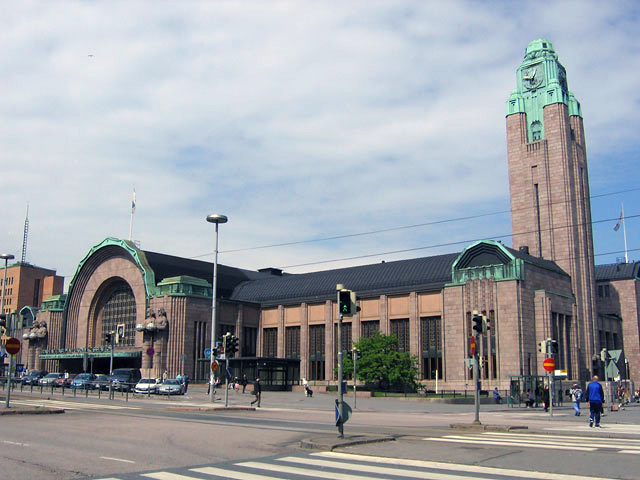
Центральний вокзал Гельсінкі. Північний модерн.
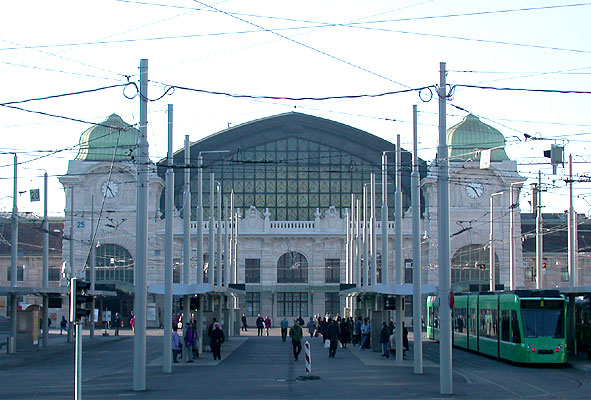
Вокзал Базель SBB. Швейцарія

## Прибутковий будинок

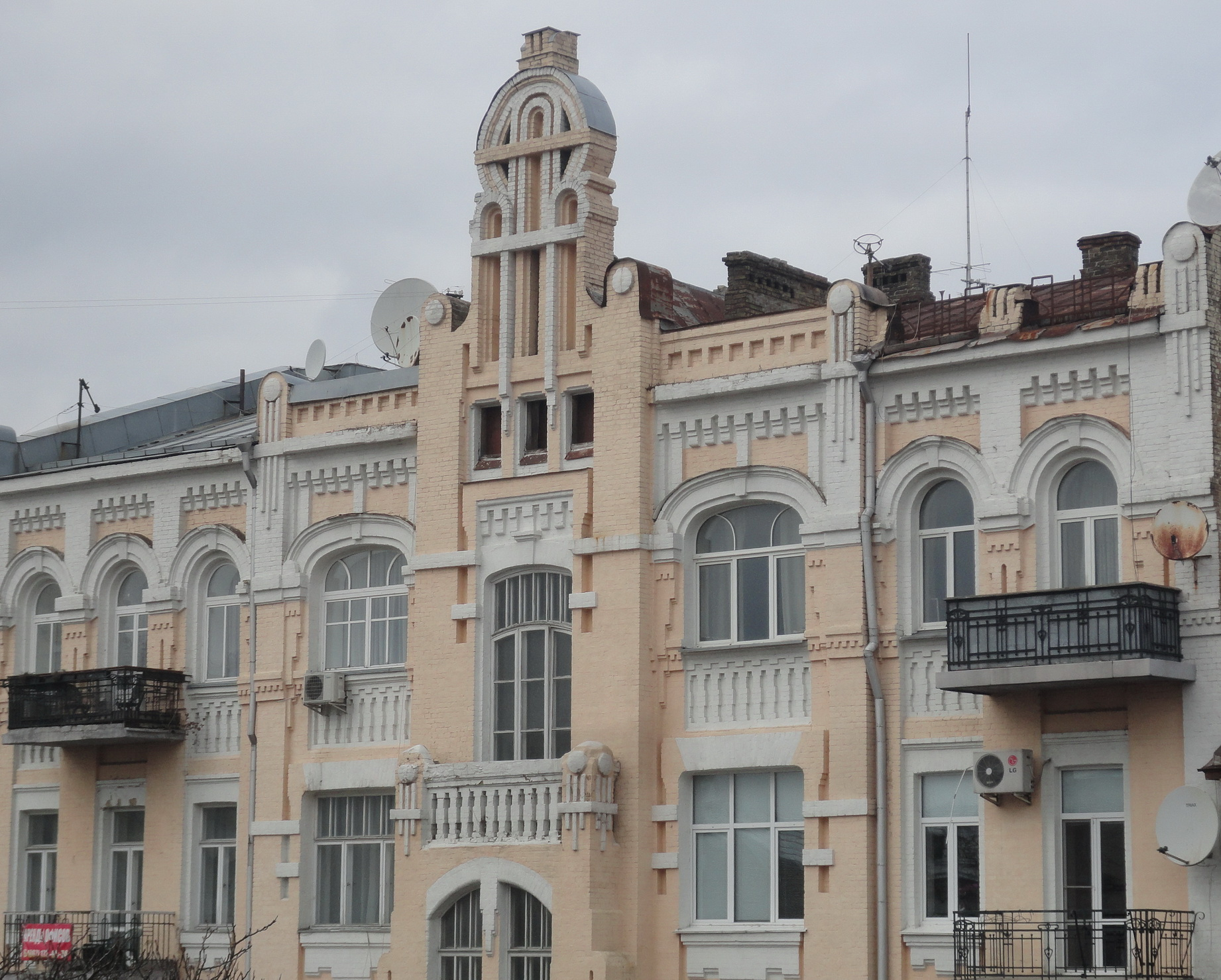
Будинок в стилі цегляної сецесії, Київ, Ярославів Вал, 4.
Київ. Прибутковий будинок С. Чоколової, вул. Велика Житомирська 32. фото бл. 1912 р.
Київ. Прибутковий будинок Альошина Ф.О., 1910 р, план третього поверху.
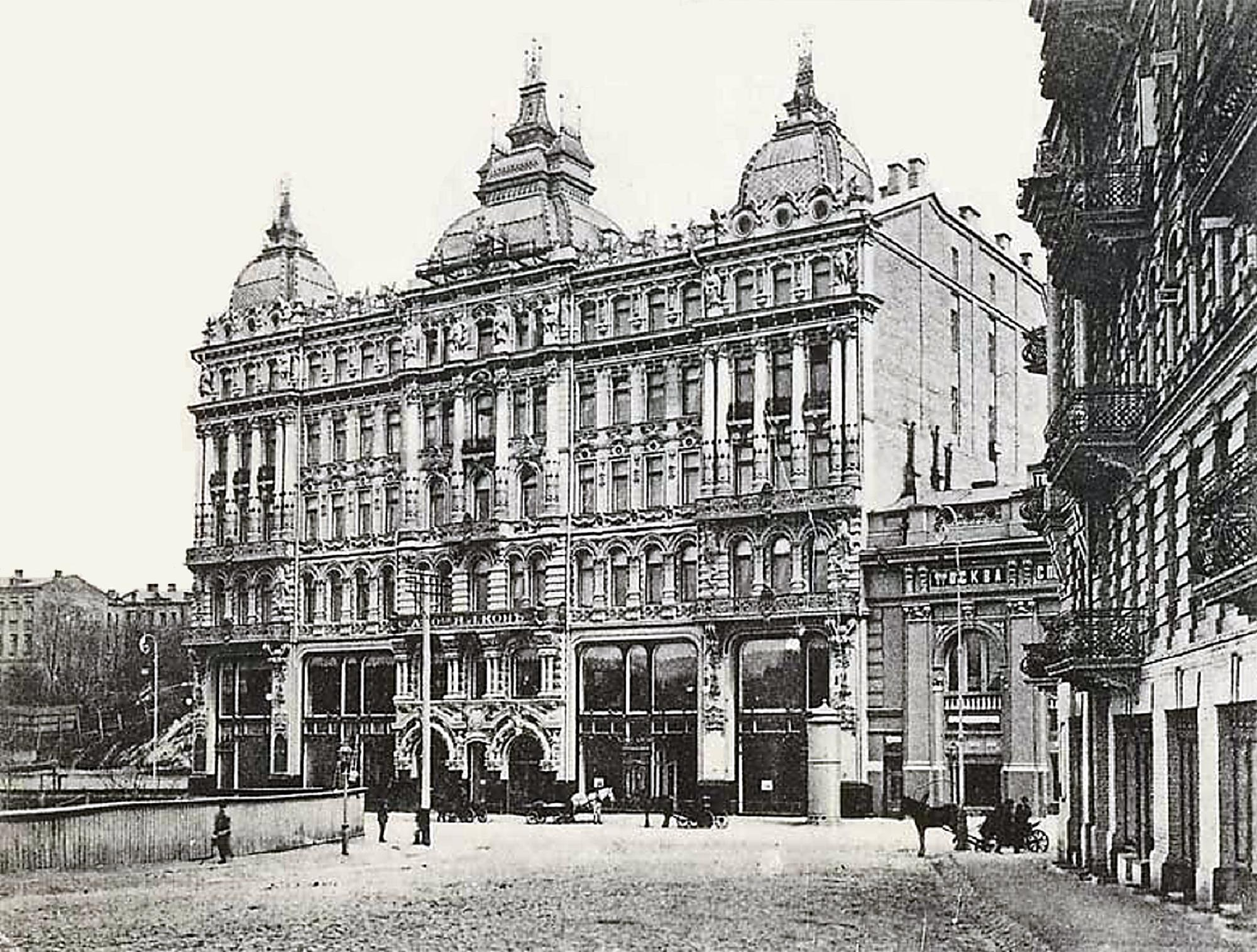
Арх. Брадтман Едуард-Фердинанд Петрович. Будинок Гінзбурга (Київ) прибутковий, 1901 р., еклектика
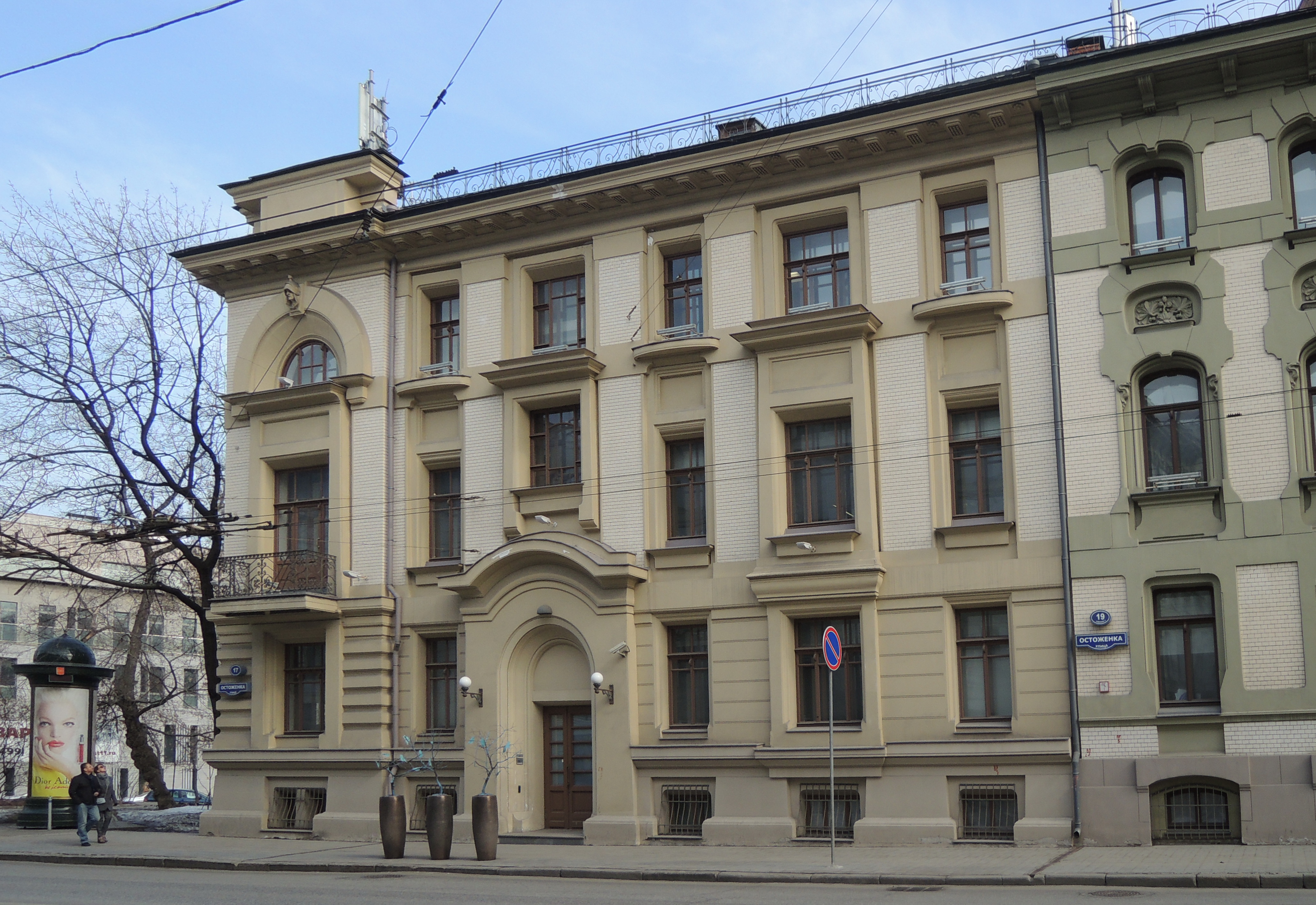
Кекушев Л.М. Прибутковий будинок Грязнова, Москва.
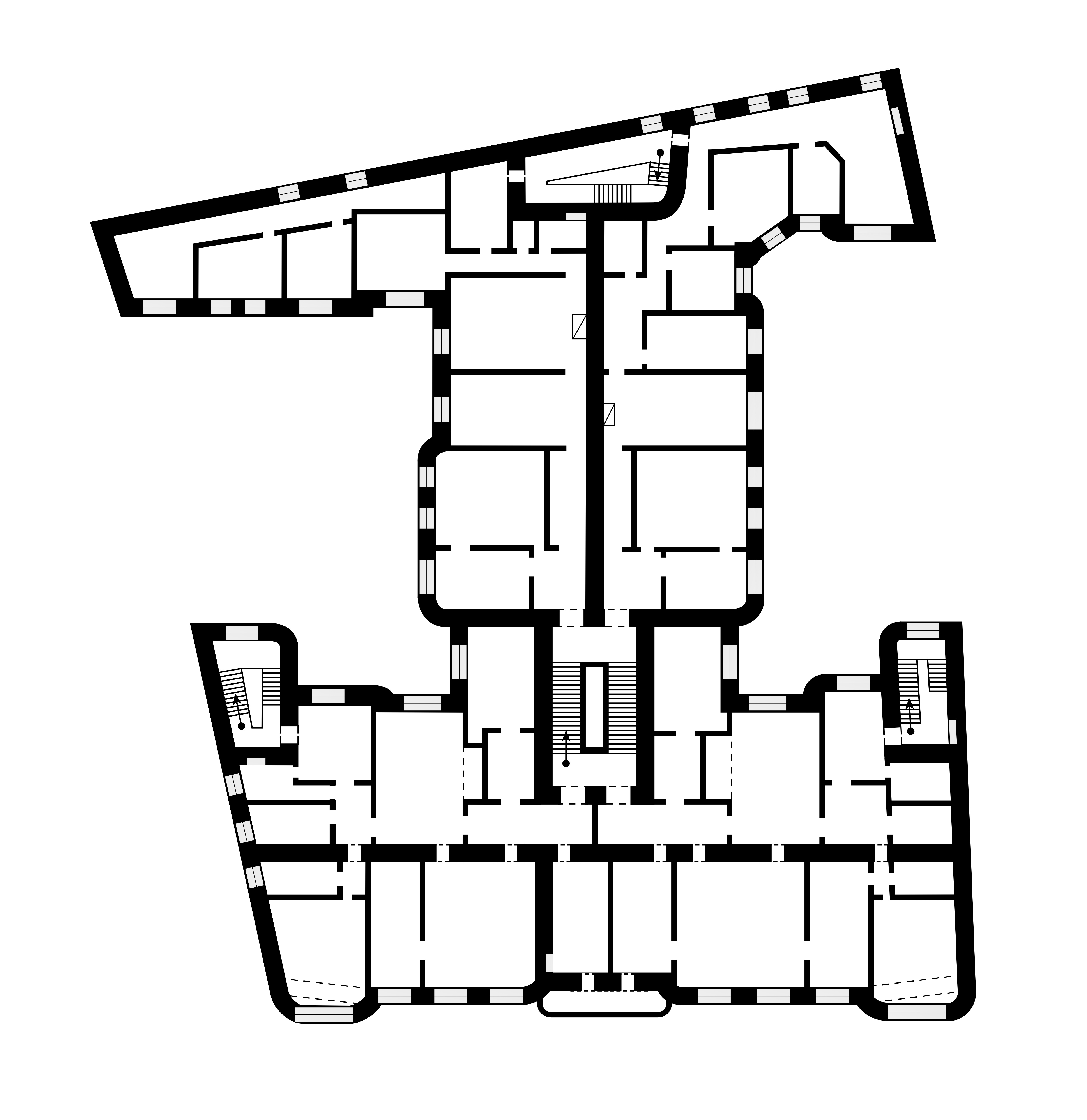
Кекушев Л.М. Прибутковий будинок Ісакова, поземний план.
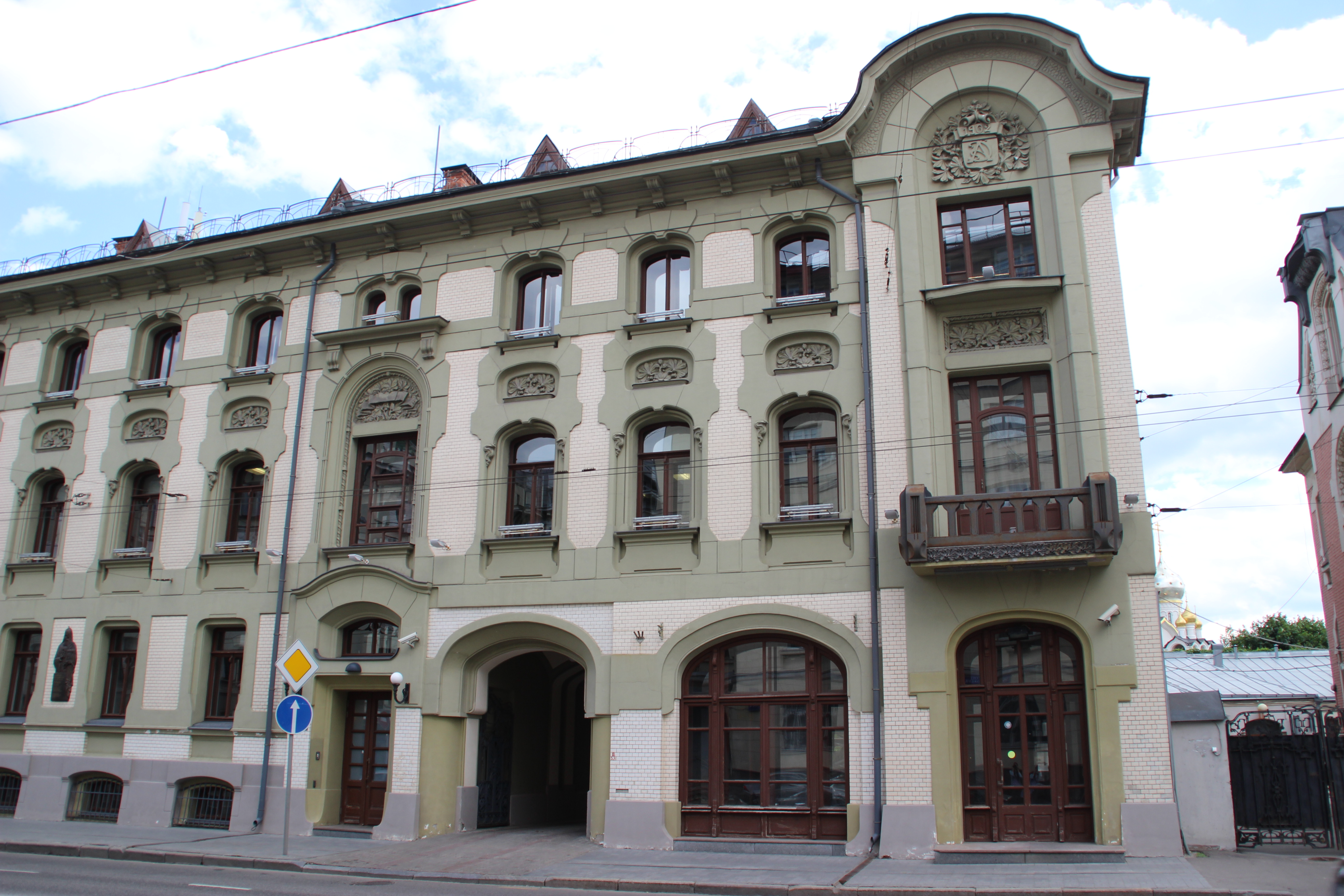
Кекушев Л.М. Прибутковий будинок дружини архітектора, Москва.
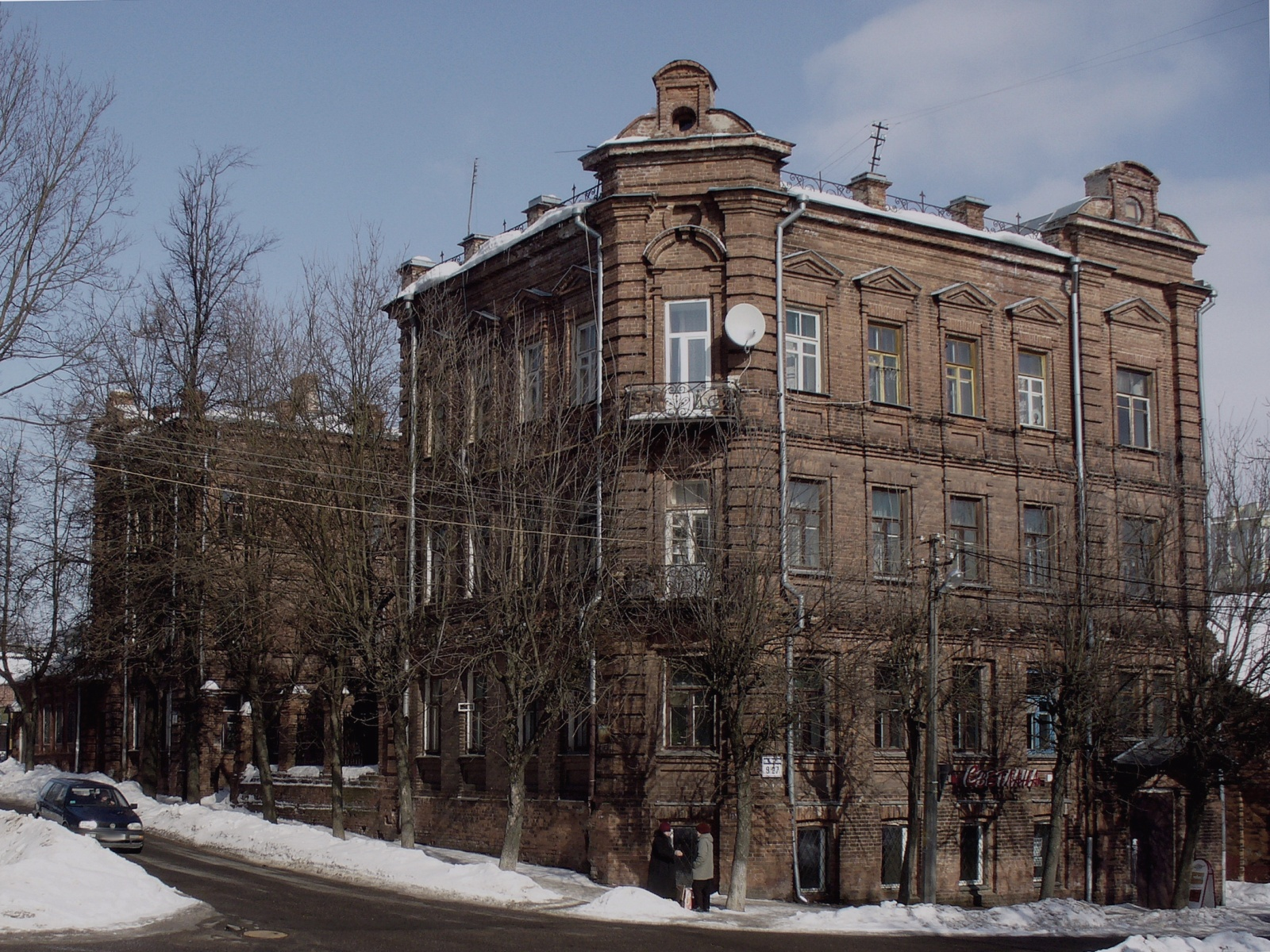
Вітебськ. Прибуткові будинки побудови початку XX ст.
Рига. План споруди на вул Альберта, 12, модерн поч. XX ст.
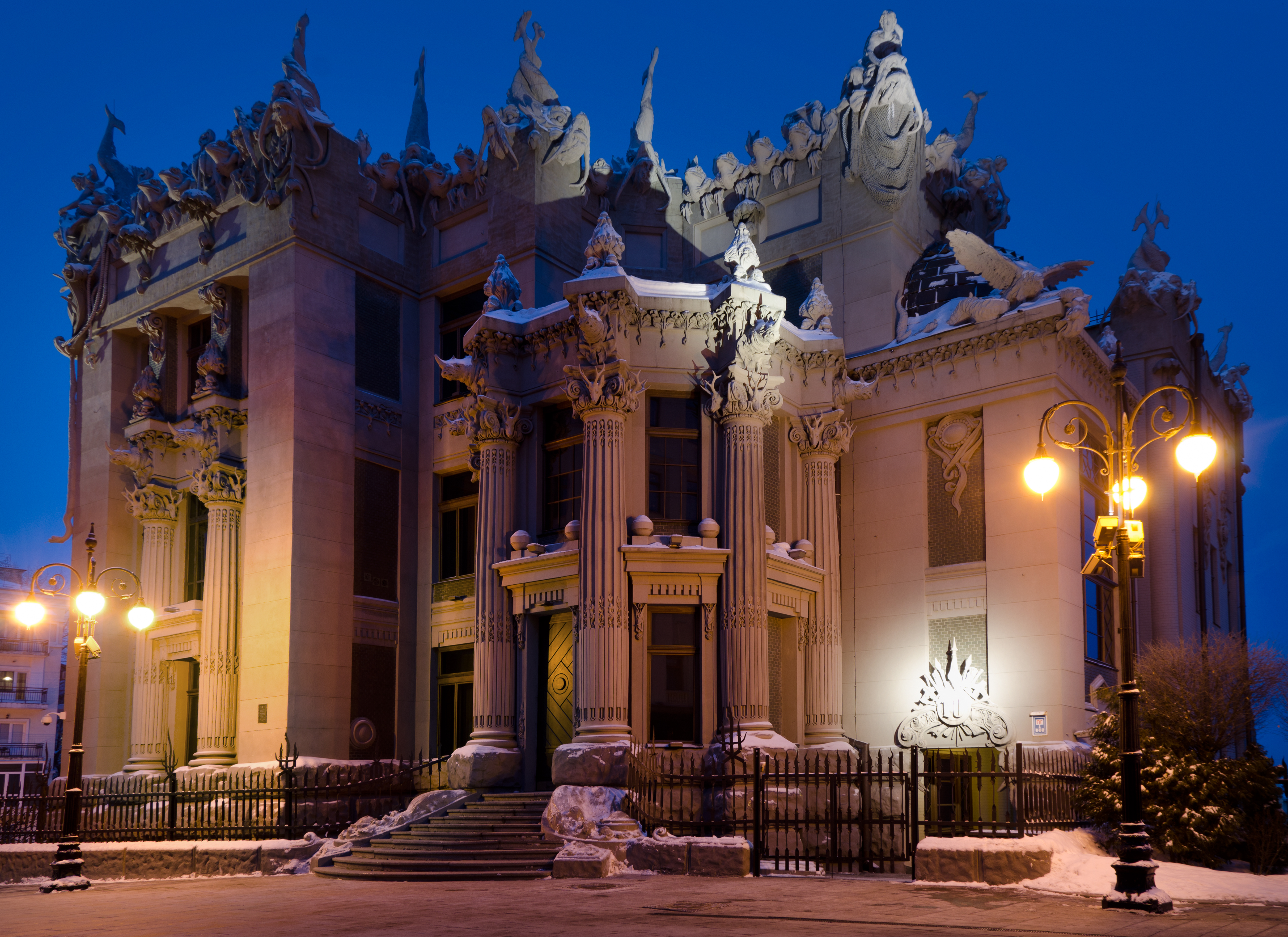
Київ. Будинок із химерами
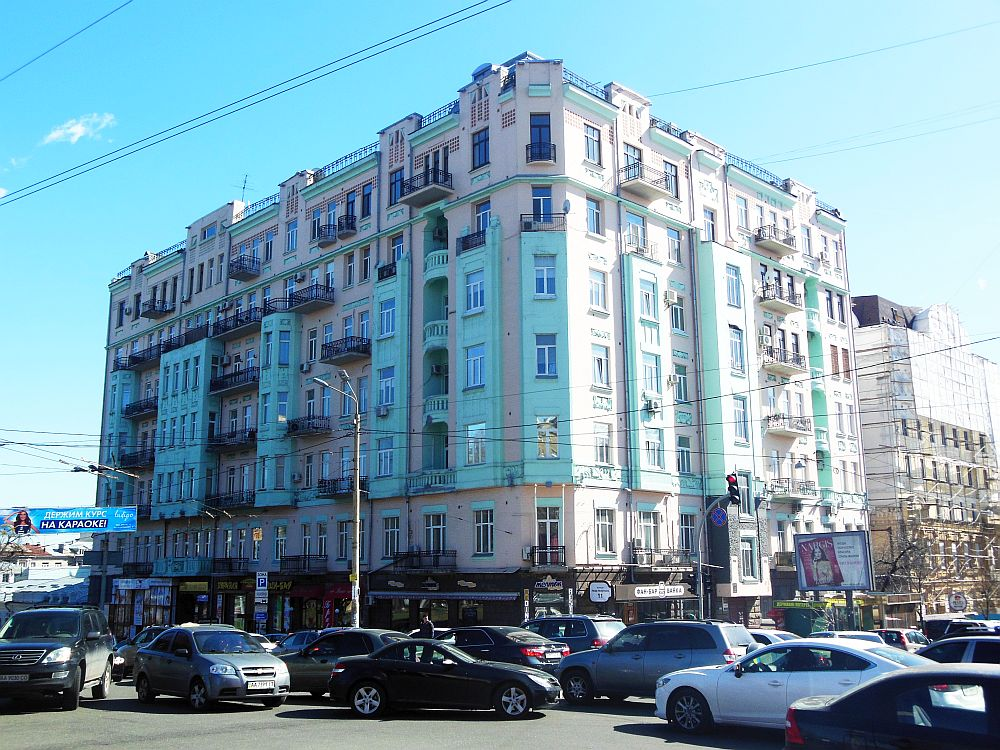
Київський прибутковий будинок Мороза
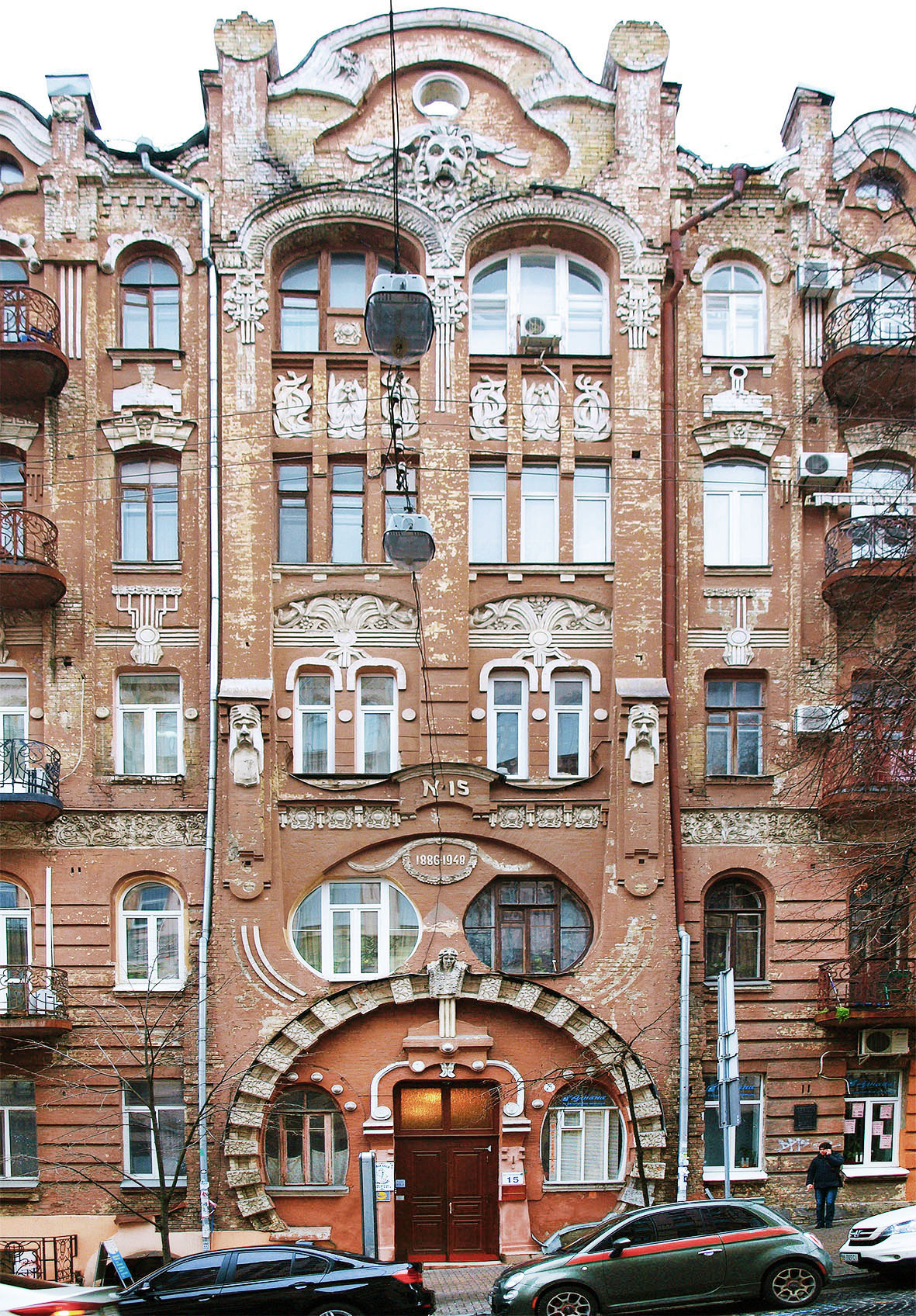
Київський прибутковий будинок барона Гессельбейна
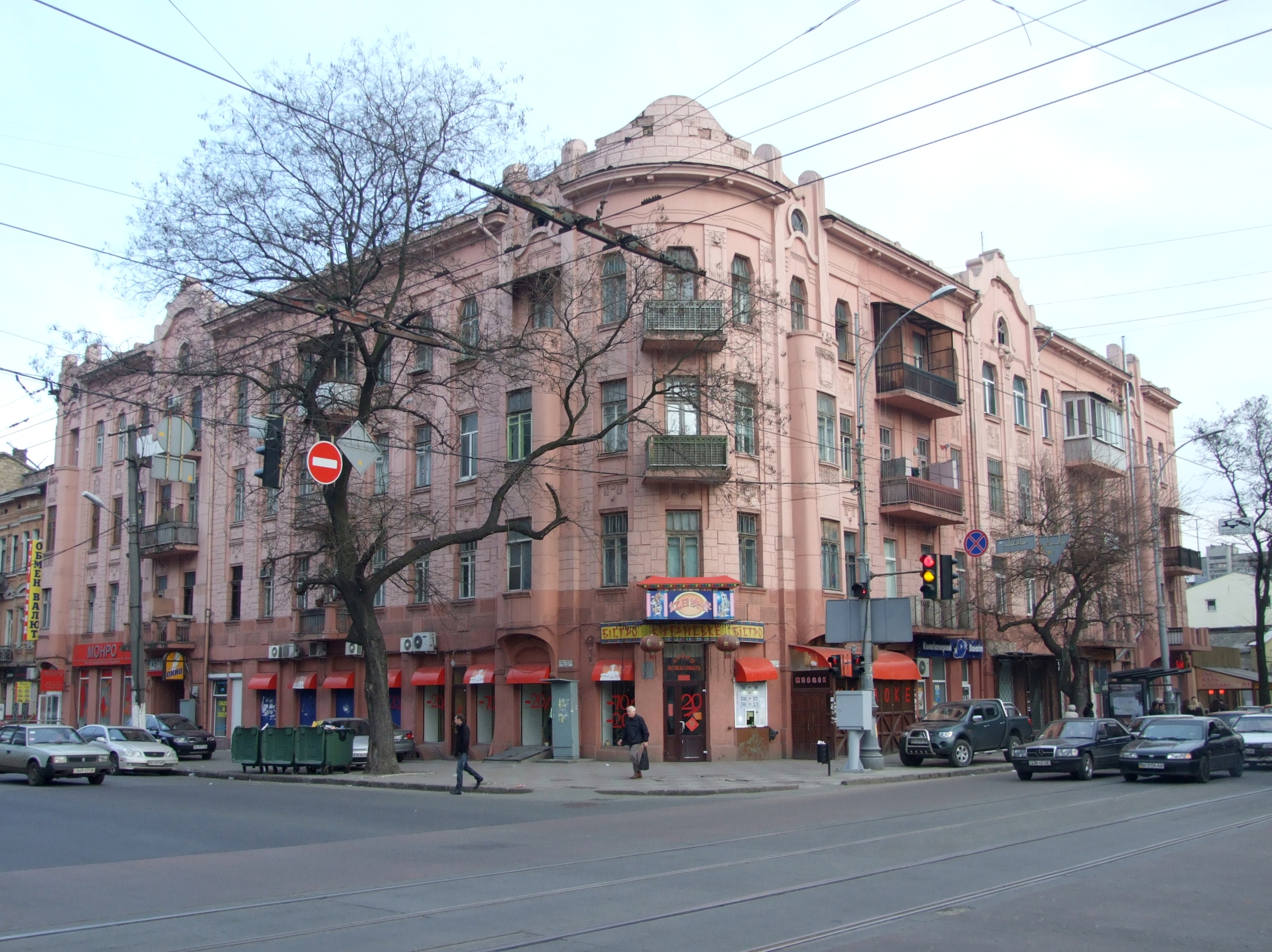
Одеса. Прибутковий будинок родини Коріман
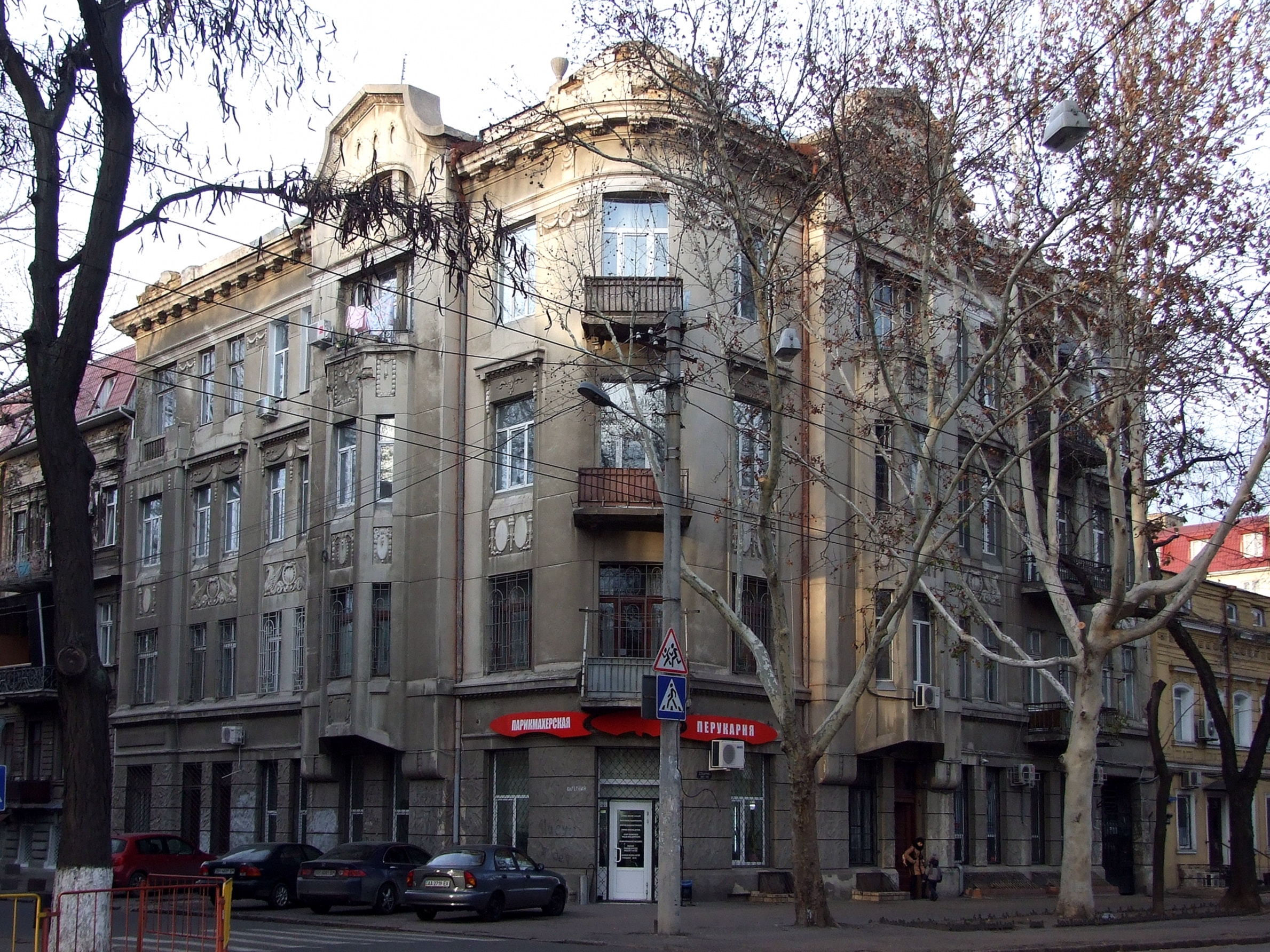
Одеса. Прибутковий будинок Молчанової
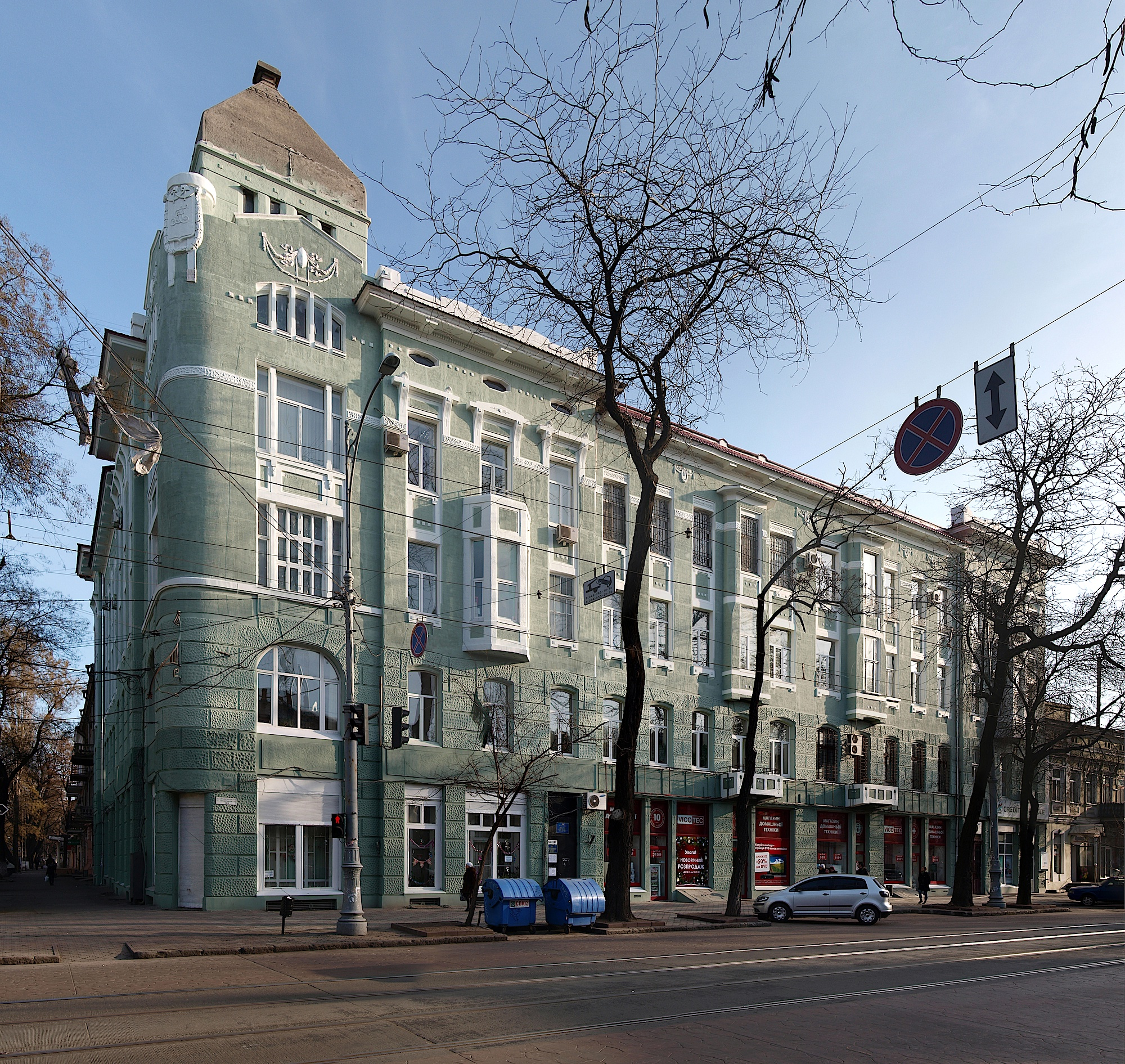
Одеса. Прибутковий будинок Блюмберга

## Особняк і садиба доби модерн
Новий імпульс для розбудови в новій стилістиці отримали також міські особняки та меншою мірою садиби в сільській місцевості. До створення міських особняків звернулась ціла низка архітекторів нової генерації, заклопотаних як завданням опанування стилю модерн, так і завданням продемонструвати власні обдарованість і віртуозність. Вишуканий декор цих маєтків дивував, іноді просто шокував сучасників.
Позитивним було намагання найбільш обдарованих архітекторів будувати за принципом «зі середини назовні» на відміну від хибної практики малювати привабливі фасади, а потім пристосовувати житлову функцію під штучну, малофункціональну архітектуру. Малі земельні ділянки та дороговизна земель у містах не завжди надавали можливість явити у повній мірі майстерність та віртуозність декору, що мимоволі був зосереджений на одному головному фасаді, коли особняк будували в містах з давньою історією та щільною забудовою (забудова в містах Брюссель, Гент, Париж, Турин тощо).
У випадках достатньої земельної ділянки особняки будували за садибним типом, а споруда отримувала всефасадність, коли всі фасади мали єдину стилістику та надавали можливість огляду кожного з них (Особняк Чаєва (Санкт-Петербург)). Майстерно обробленими були і сільські садиби в провінціях, не завжди одноповерхові, що продовжували традицію багатіїв будувати палаци. Навіть небагата садиба могла отримати нову виразність і вплив палацової архітектури, якщо до справи залучали високо обдарованого архітектора (проєкт шведа Гуннара Свенсона для садиби Воробйово лікаря Федорова С. П., 1897 р., нині Калузька область). Створення садиб в стилі класицизм не потребувало великої кількості висококваліфікованих будівників чи надто коштовних будівельних матеріалів (годилася навіть знайома в провінціях деревина).
Віртуозність обробки матеріалів і взагалі підвищена увага до властивостей та краси будматеріалів ставала в заваді при будівництві в провінціях. Тому кількість різноманітних матеріалів в садибах і малих провінційних містечках мимоволі звужувалась, де обмежувались деревиною, цеглою, мінімумом зовнішнього декору. Лише найбільш рідкісні зразки декору виготовляли промисловим засобом і вивозили у глибинку (нетипова колона з вигаданою капітеллю, гнуті деталі дерев'яної лиштви, деталі з чавуну, паркова скульптура для саду багатого помешкання).

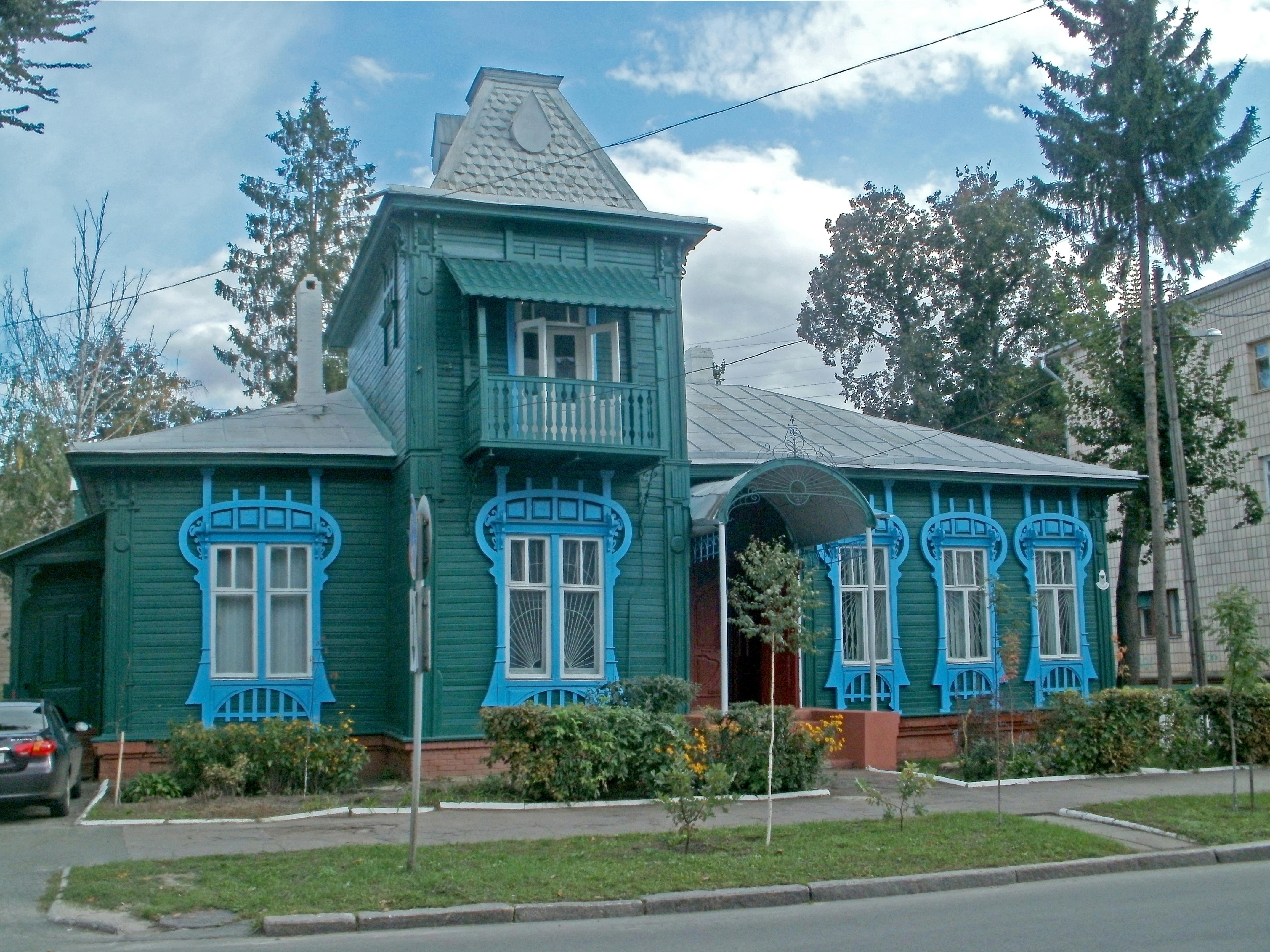
Житловий будинок, Чернігів, вул. Коцюбинського, 39. Дерев'яна сецесія.
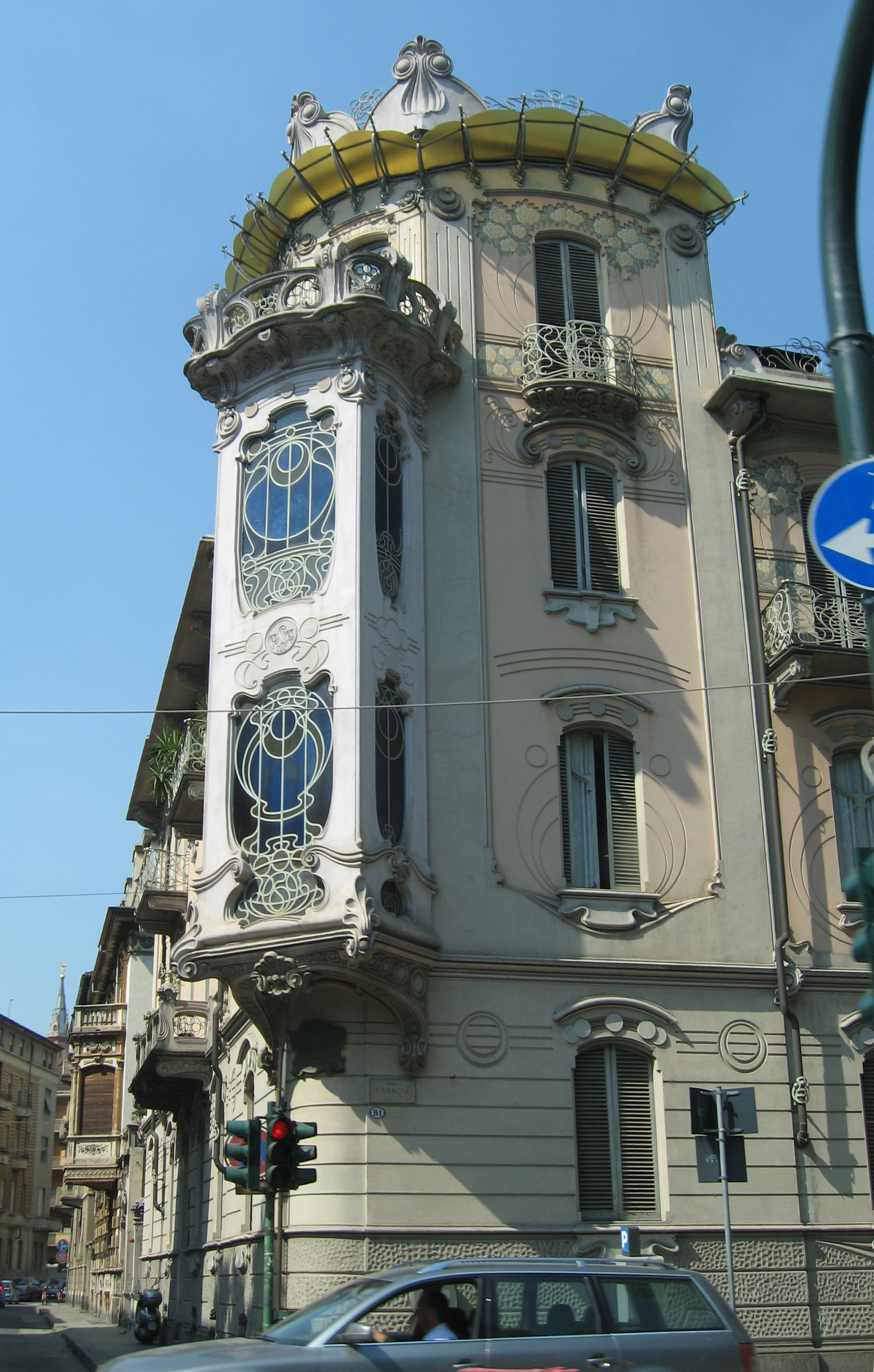
Арх. Пьєтро Фенольйо, проєкт 1902 р. Особняк Фенольйо-Лефлер, кутовий еркер
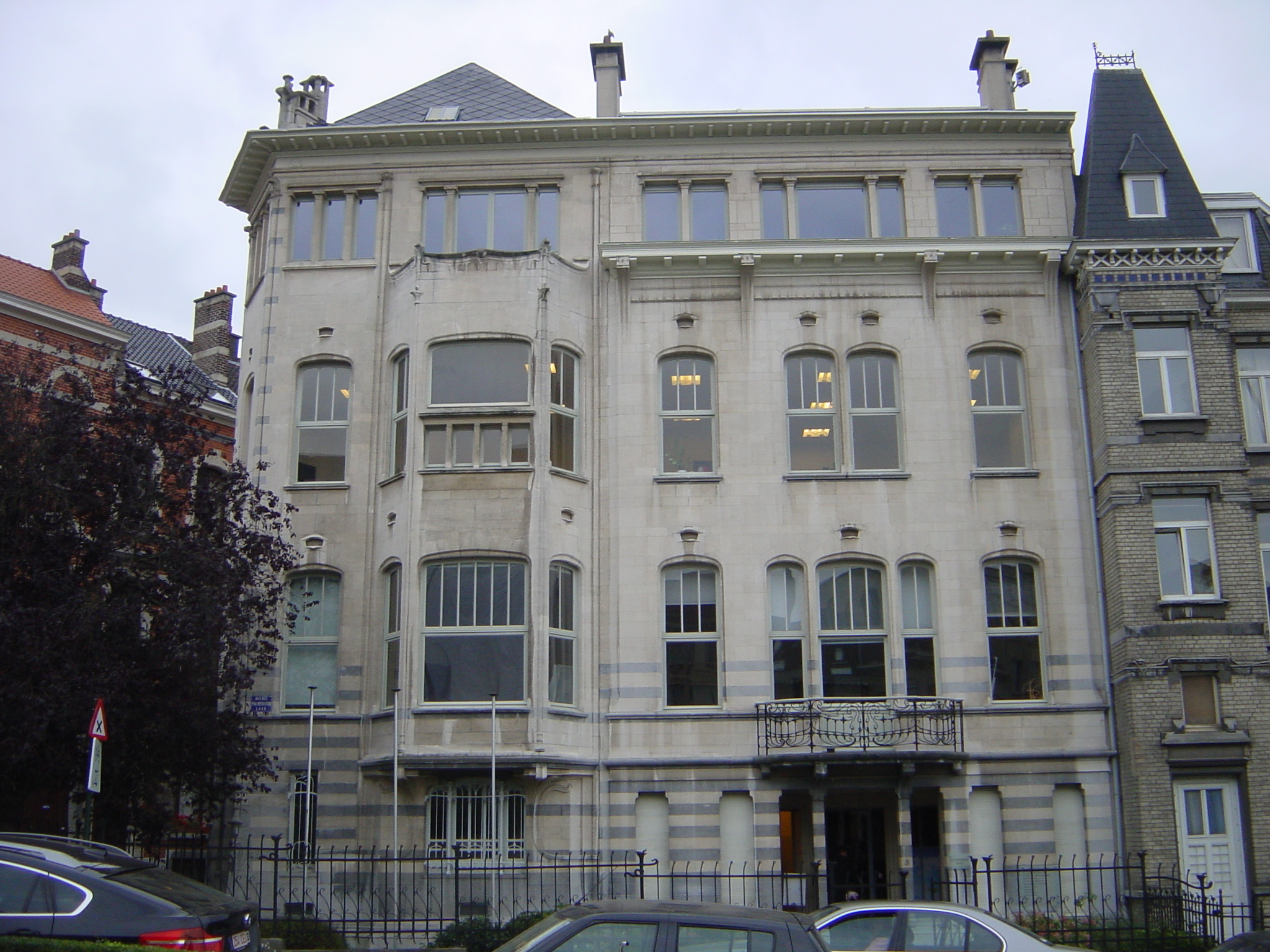
Віктор Орта. Особняк Депре-Вандевельде, Брюссель, Бельгія
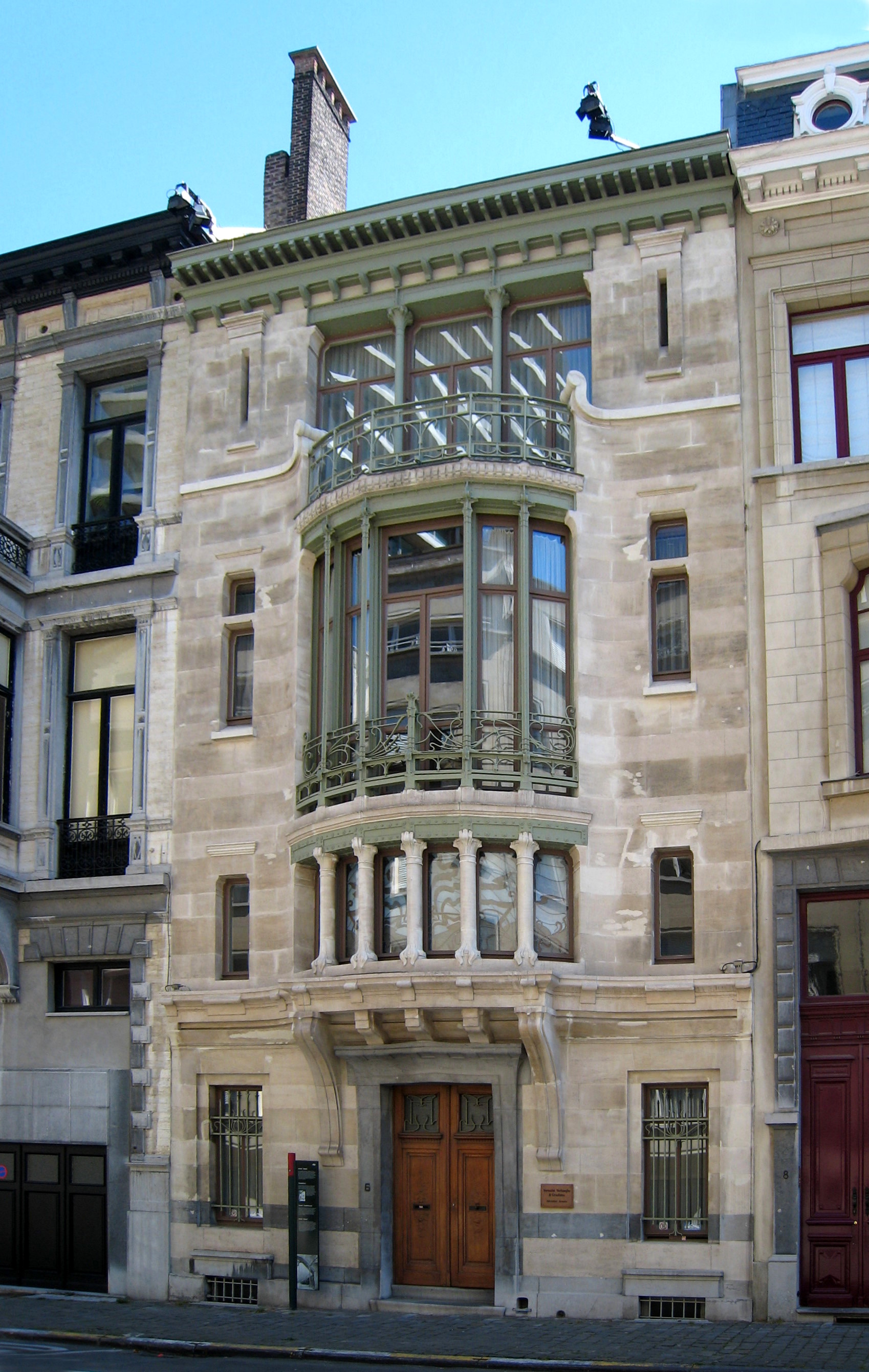
Віктор Орта. Особняк Тасселя, Брюссель, Бельгія
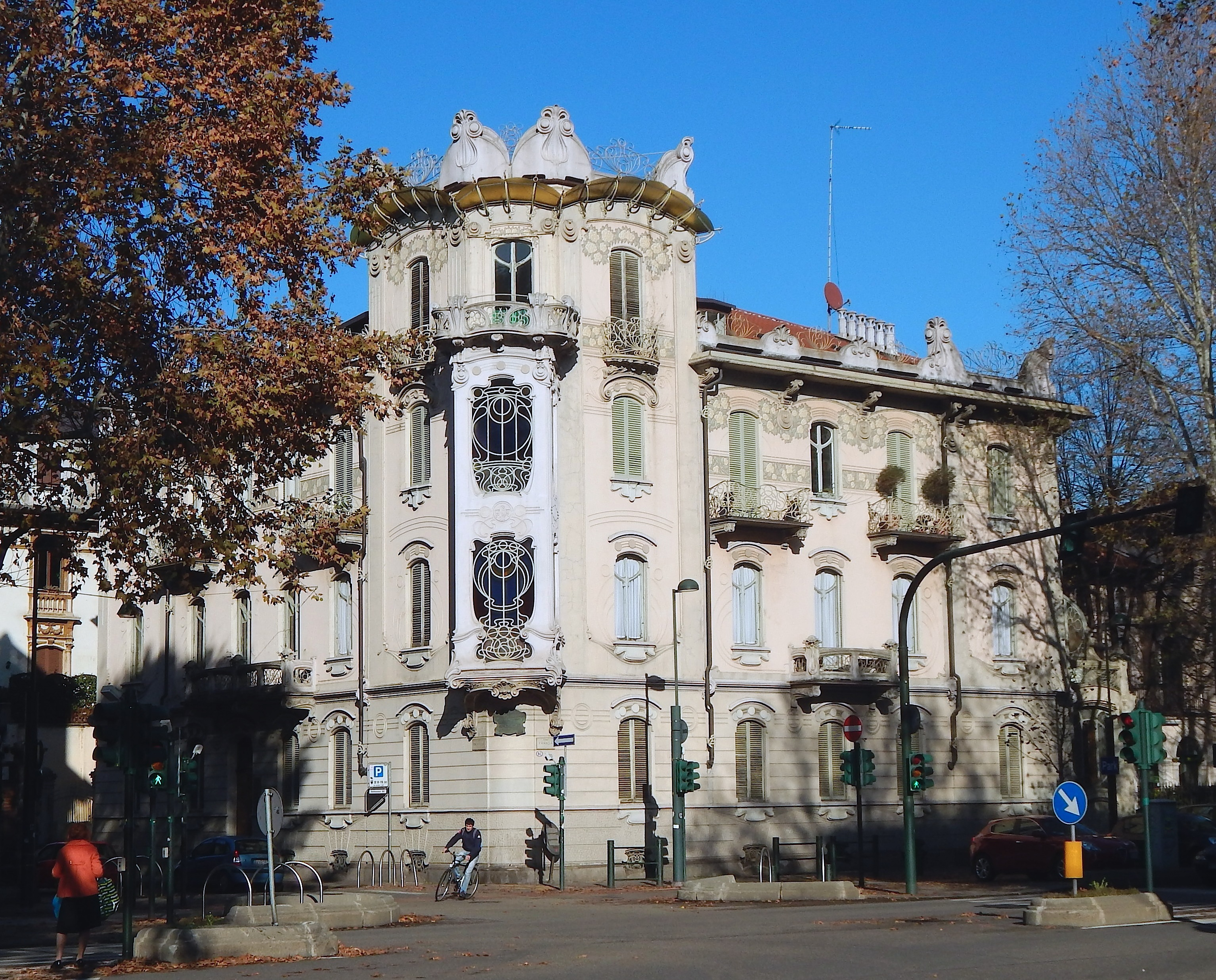
Арх. Пьєтро Фенольйо, проєкт 1902 р. Особняк Фенольйо-Лефлер, зразок декоративного модерну. Турин, Італія.
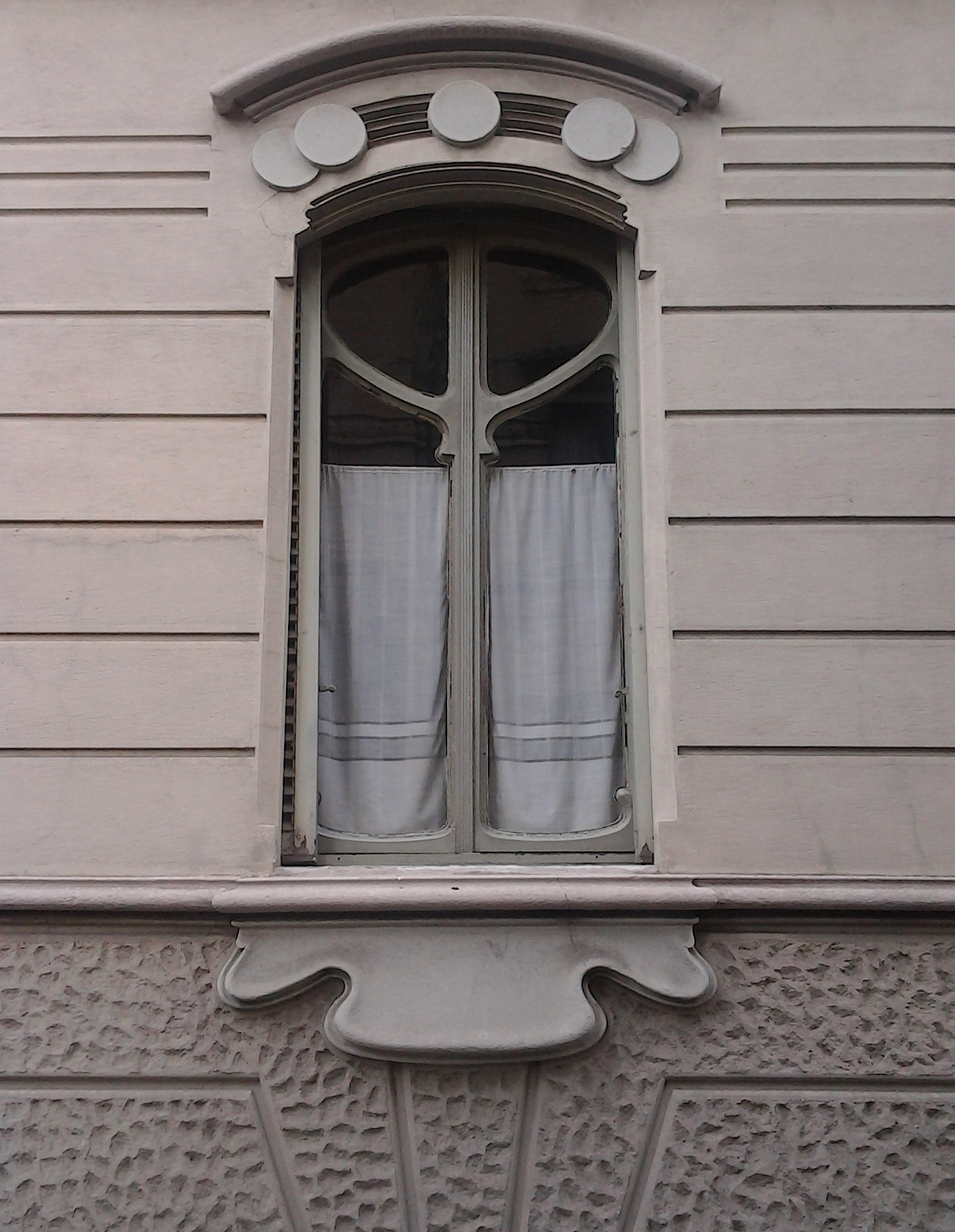
Арх. Пьєтро Фенольйо, проєкт 1902 р. Декор вікна
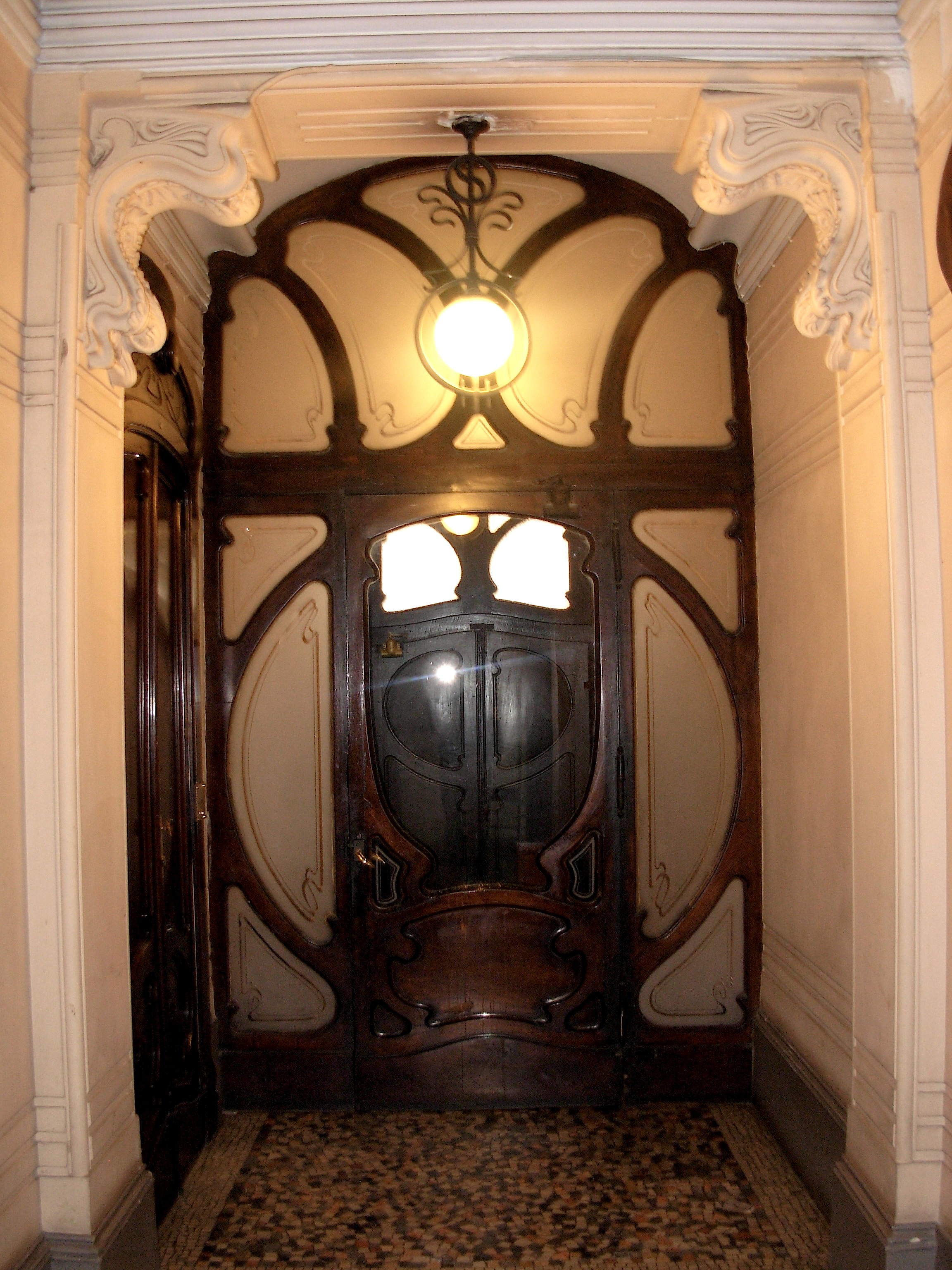
Арх. Пьєтро Фенольйо, проєкт 1902 р. Декор вестибюля
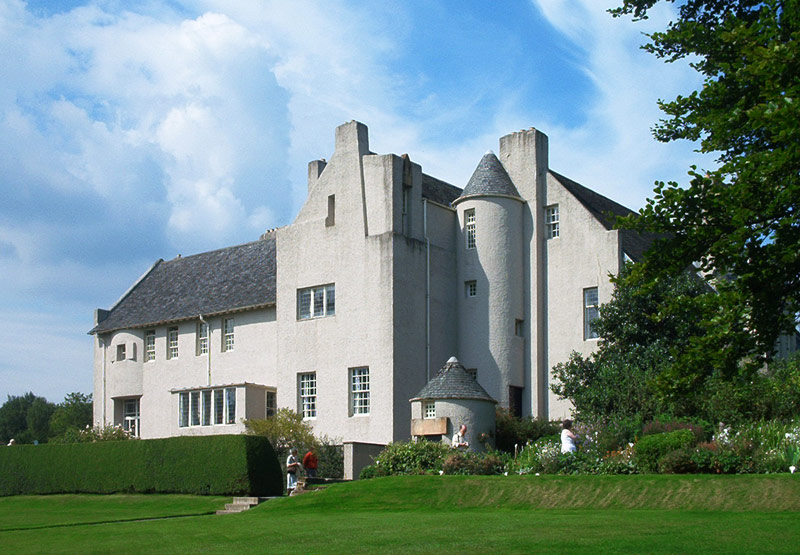
Хілл Хаус, Геленсбург, архітектор Чарльз Ренні Макінтош
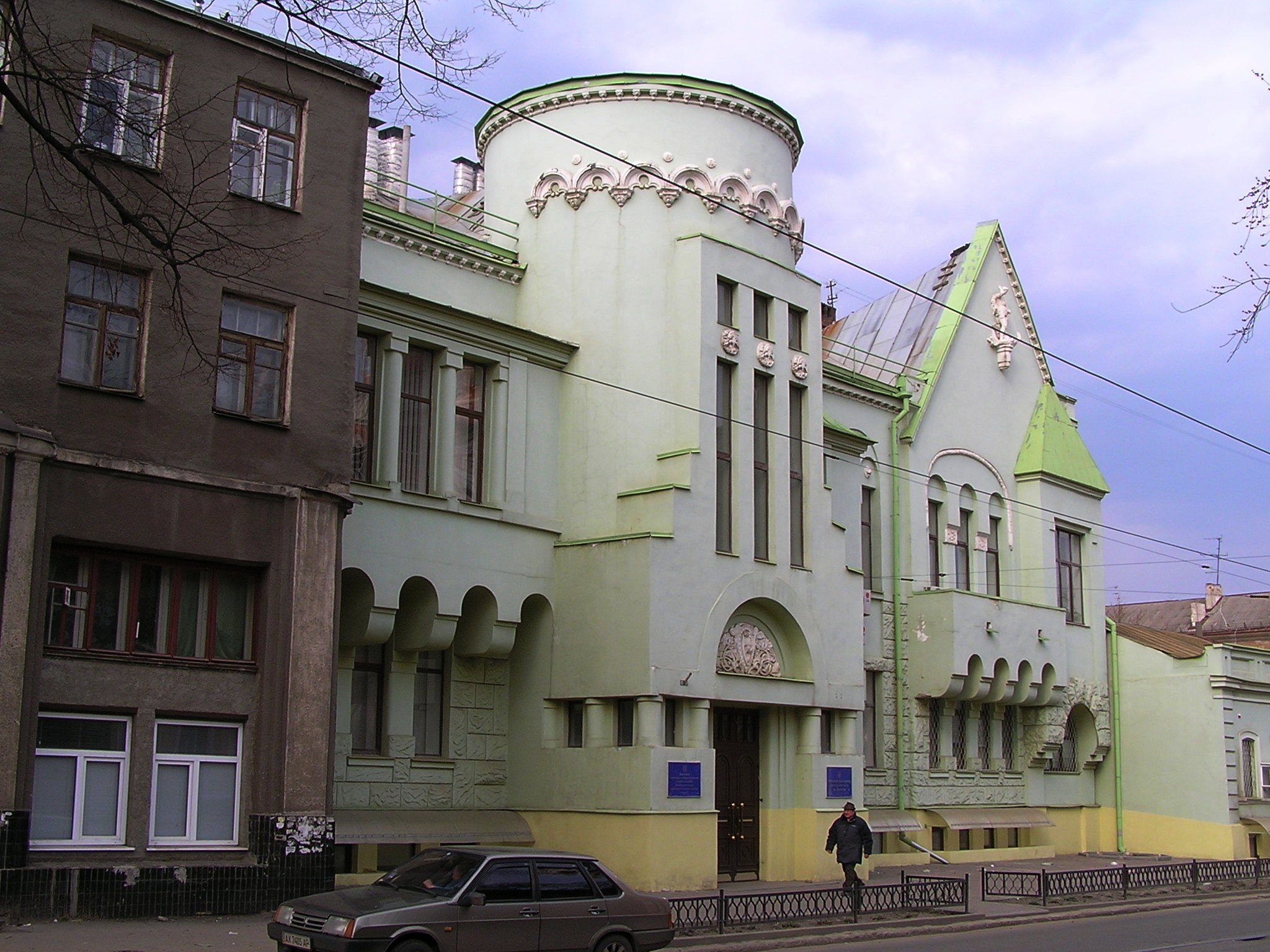
арх. В. Естрович. Особняк Гольберга (Харків), 1913 р. побудови
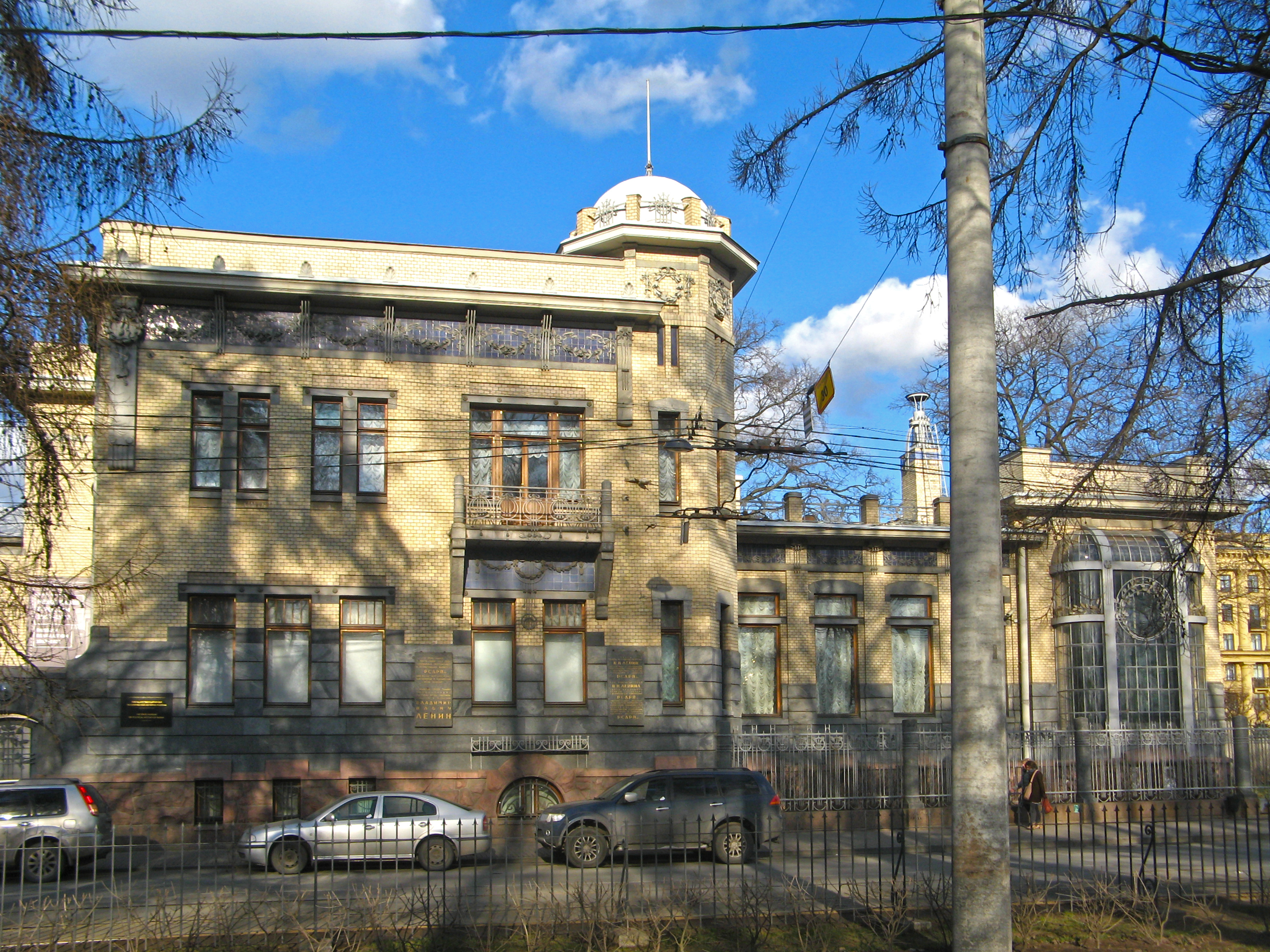
Санкт-Петербург. Особняк Кшесінської. Фасад на Кронверкський провулок.
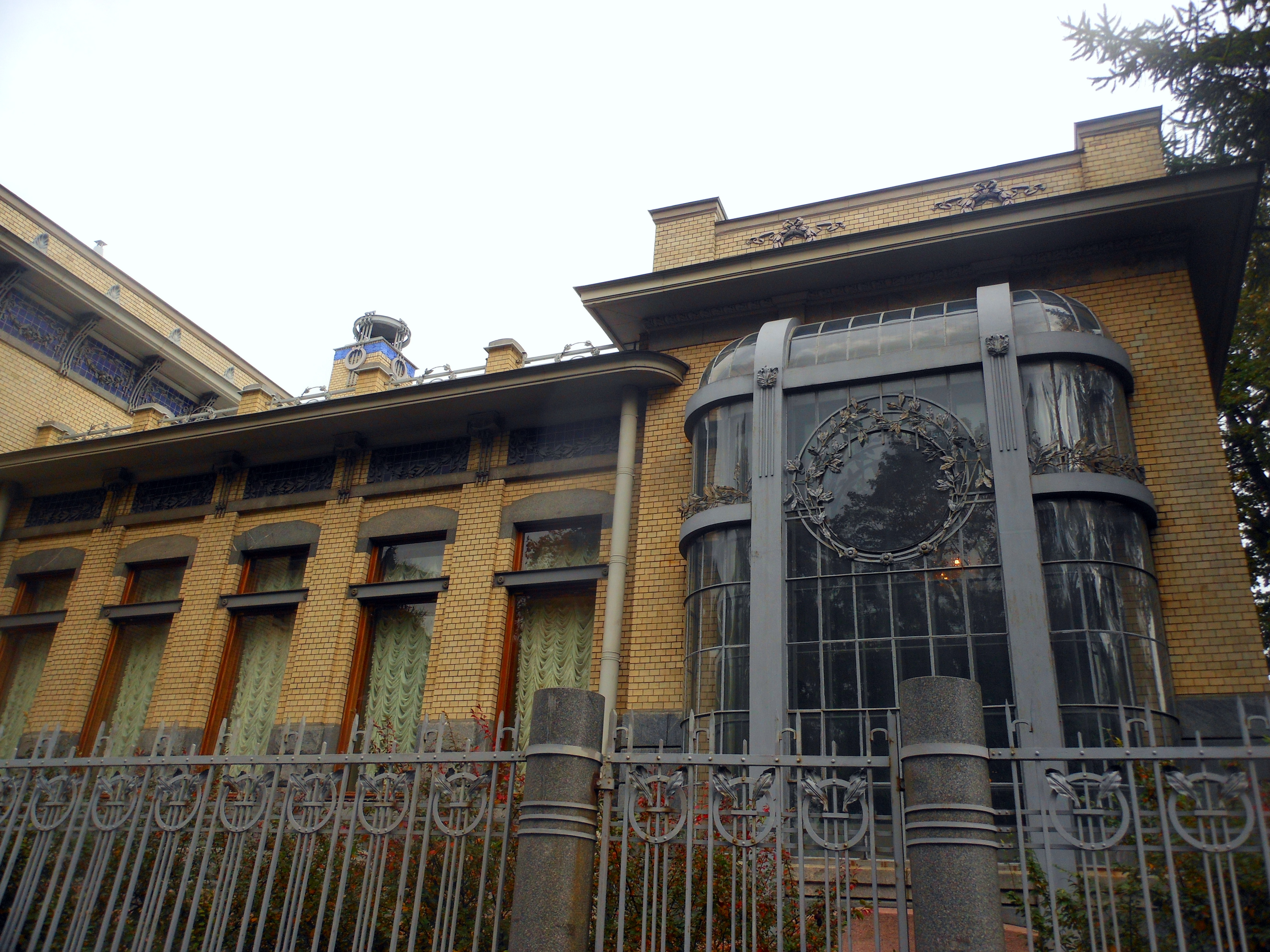
Санкт-Петербург. Особняк Кшесінської. Зимовий сад.
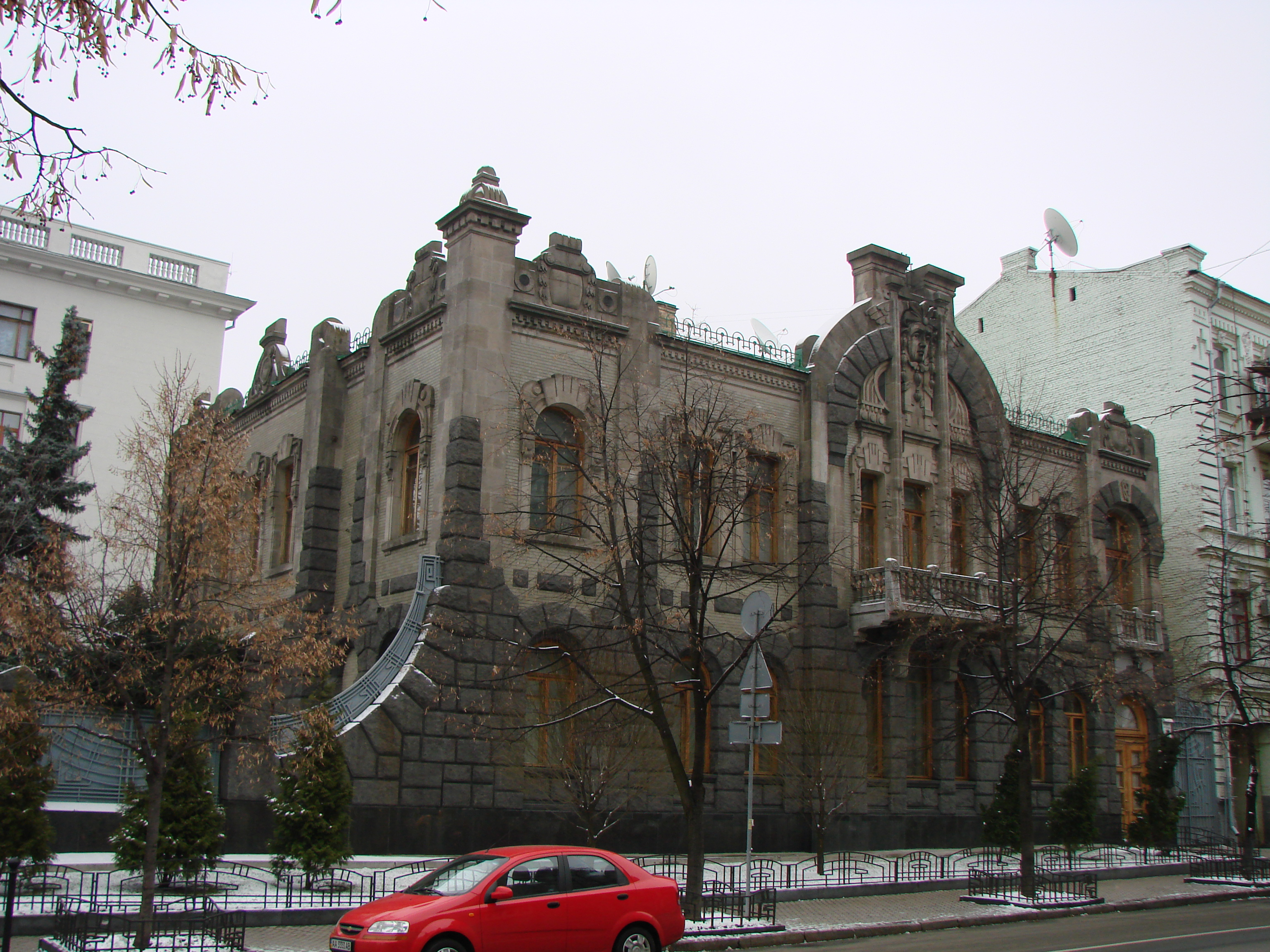
Київ. Особняк Аршавського
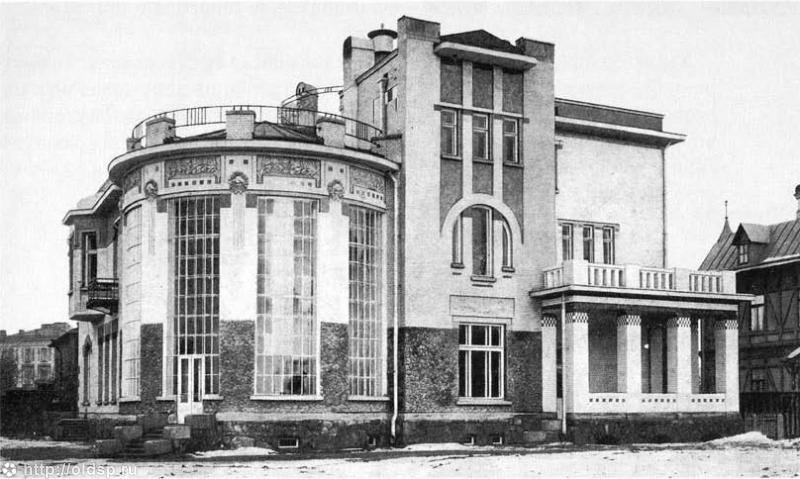
Особняк Чаєва (Санкт-Петербург), фото 1908 р.
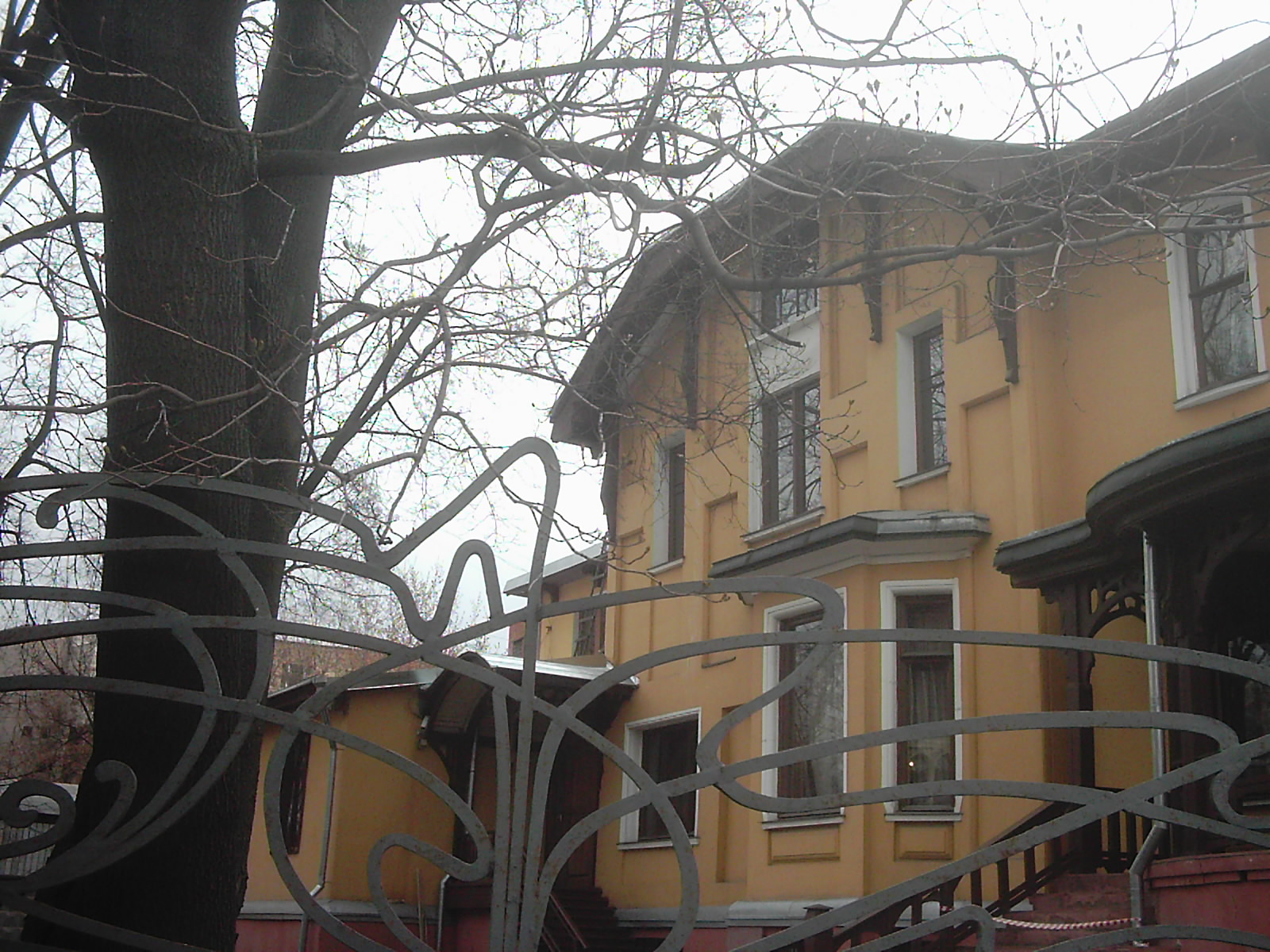
Ах. Кекушев Лев Миколайович. Садиба купця Носова у Москві

## Інше

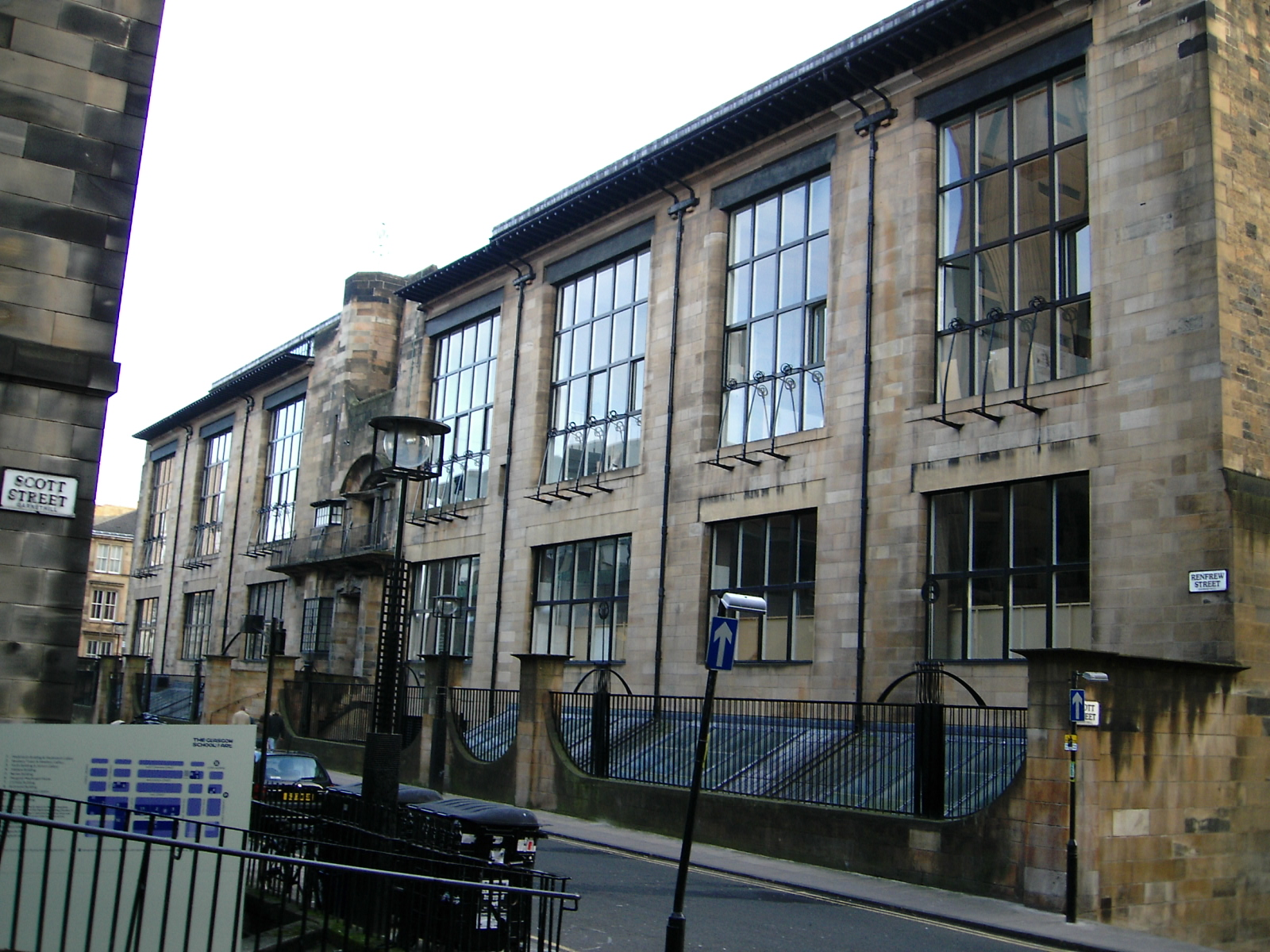
Школа мистецтв Глазго
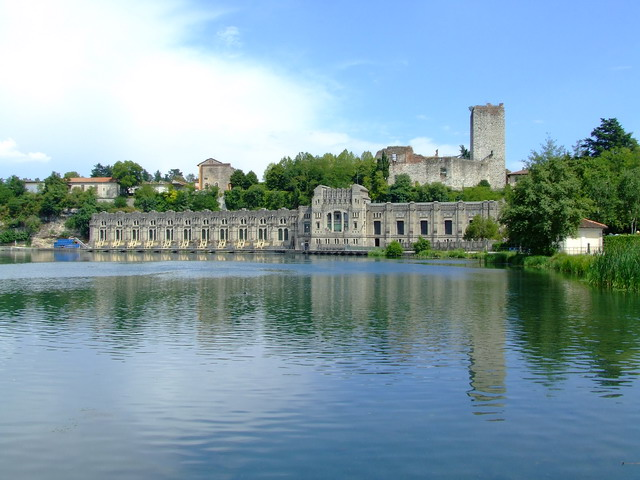
Треццо-сулл'Адда. неподалік Мілана. Центральна гідроелектростанція в стилі модерн на річці Адда.
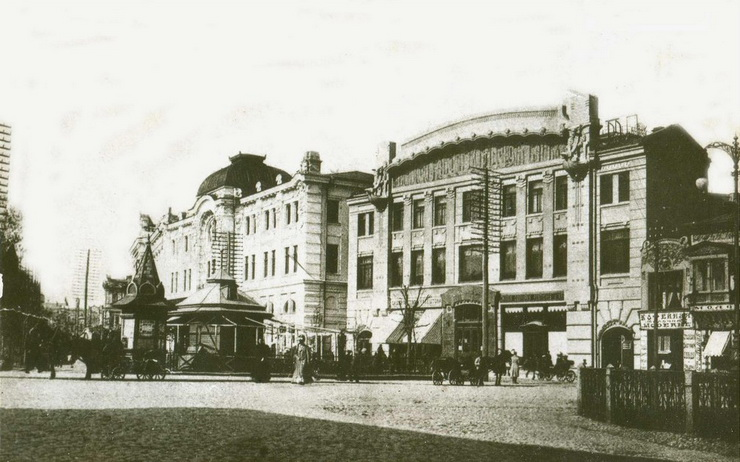
Харків. Миколаївська площа, фото 1913 року.
арх. Едуард Брандтман. Цирк Петра Крутікова (Київ), фото не пізніше 1930 р.
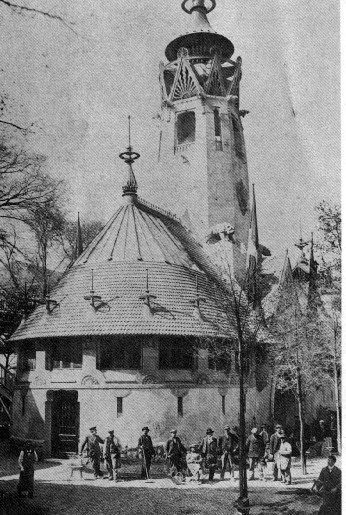
Виставковий павільйон Фінляндії на Інтернаціональній виставці в місті Париж, 1900 р.
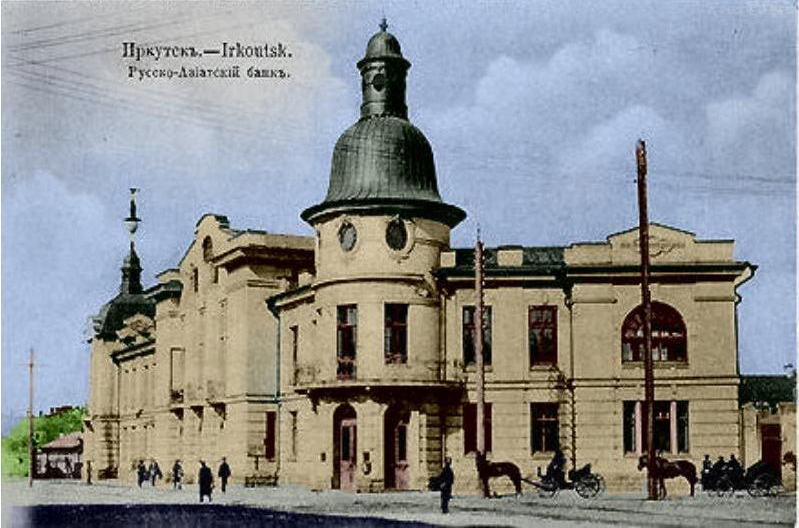
Арх. В.І. Коляновський. Іркутськ, Російсько-азійський банк, 1911 р., стара поштівка
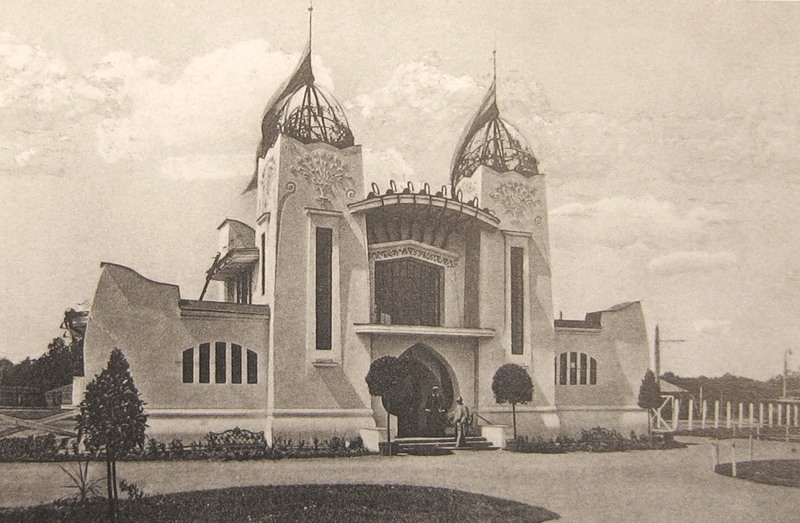
Виставковий павільйон на Інтернаціональній виставці в місті Казань. Фото 1909 року, знищено
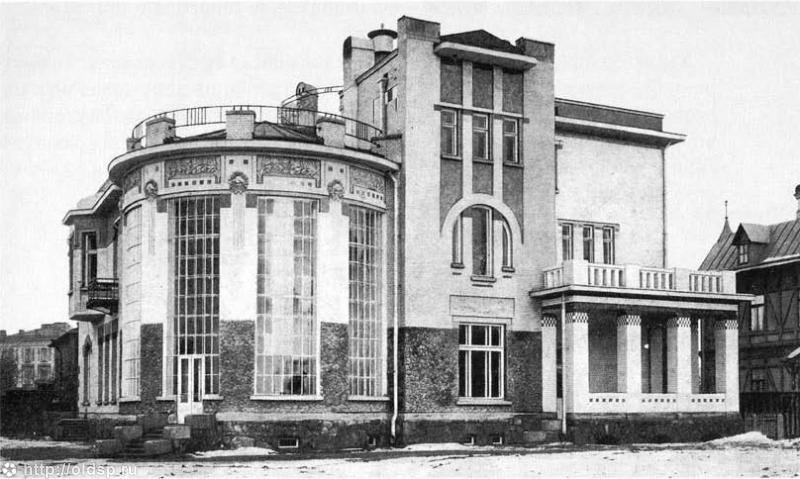
Арх. Апишков В.П. Особняк Чаєва (Санкт-Петербург), північний фасад с зимовим садом,  фото 1908 р.
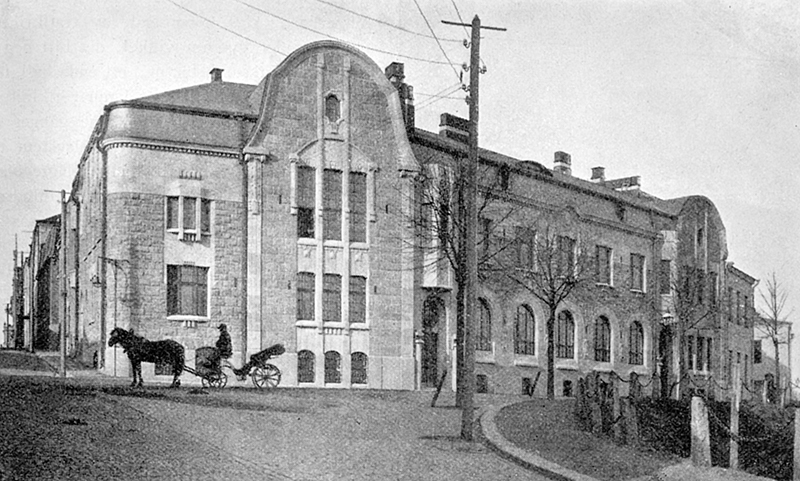
Виборг. Будинок фірми «Хакман і Ко», фото поч. XX ст.
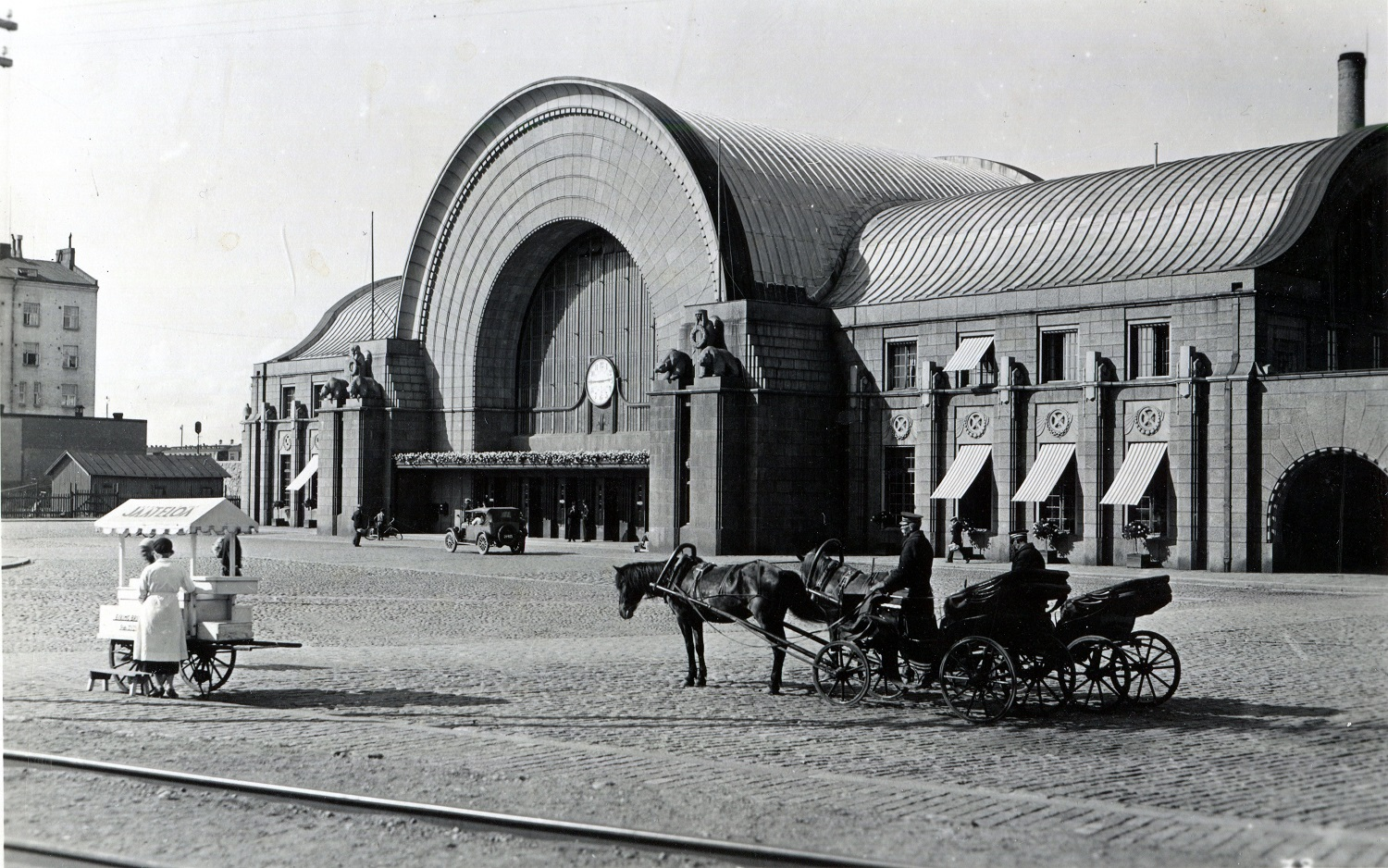
Старий вокзал Виборга до руйнації. ( Північний модерн).
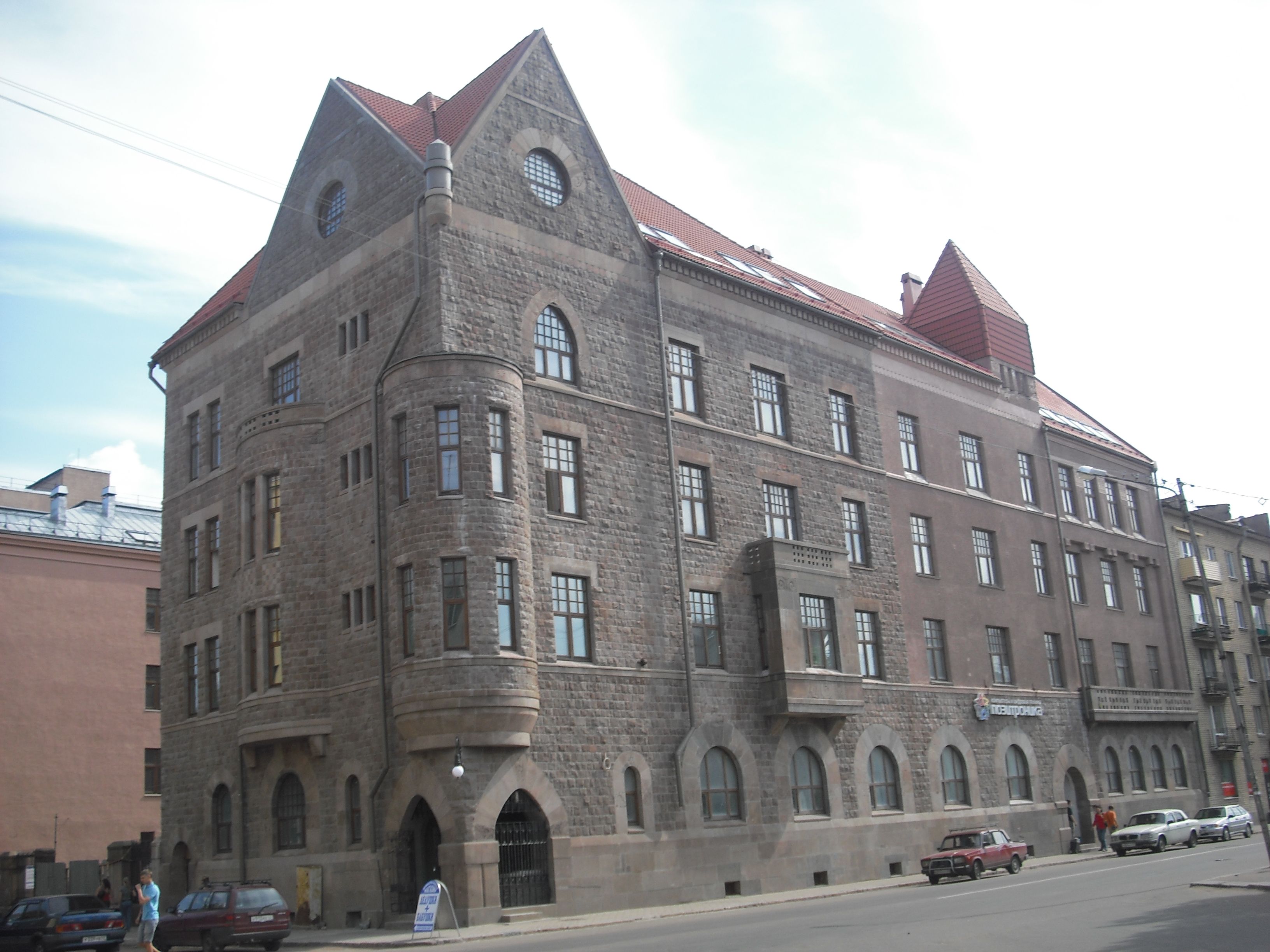
Виборг. Колишній прибутковий будинок торгівельної фірми  «Хякли, Лаллукка и К°»
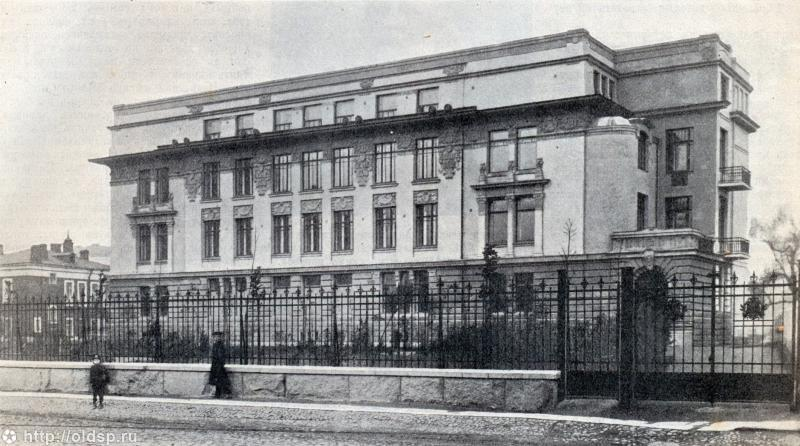
Санкт-Петербург. Споруда факультетської хірургії при Жіночому медичному інституті, фото 1912 р.
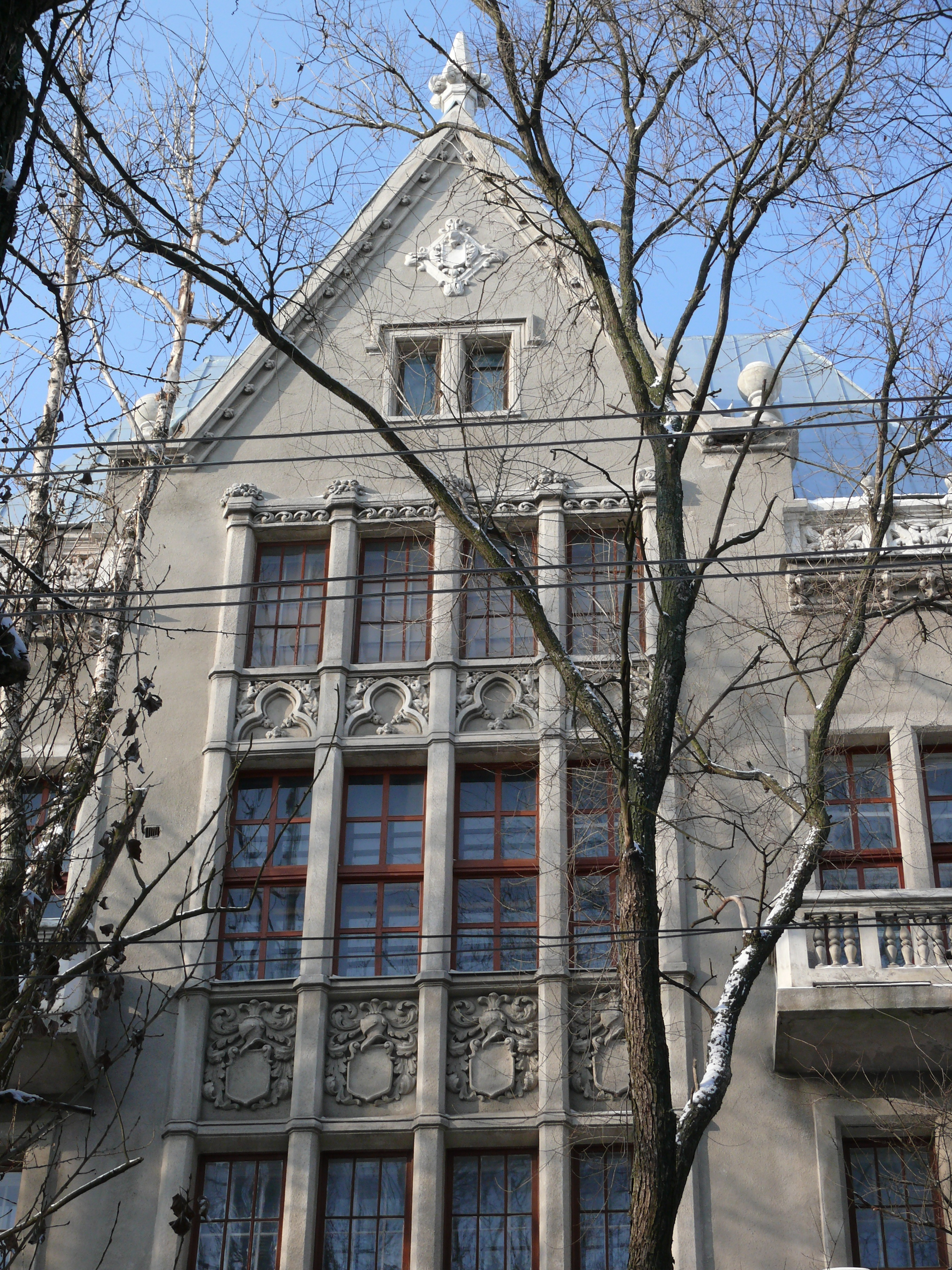
Будинок з химерами (Харків)
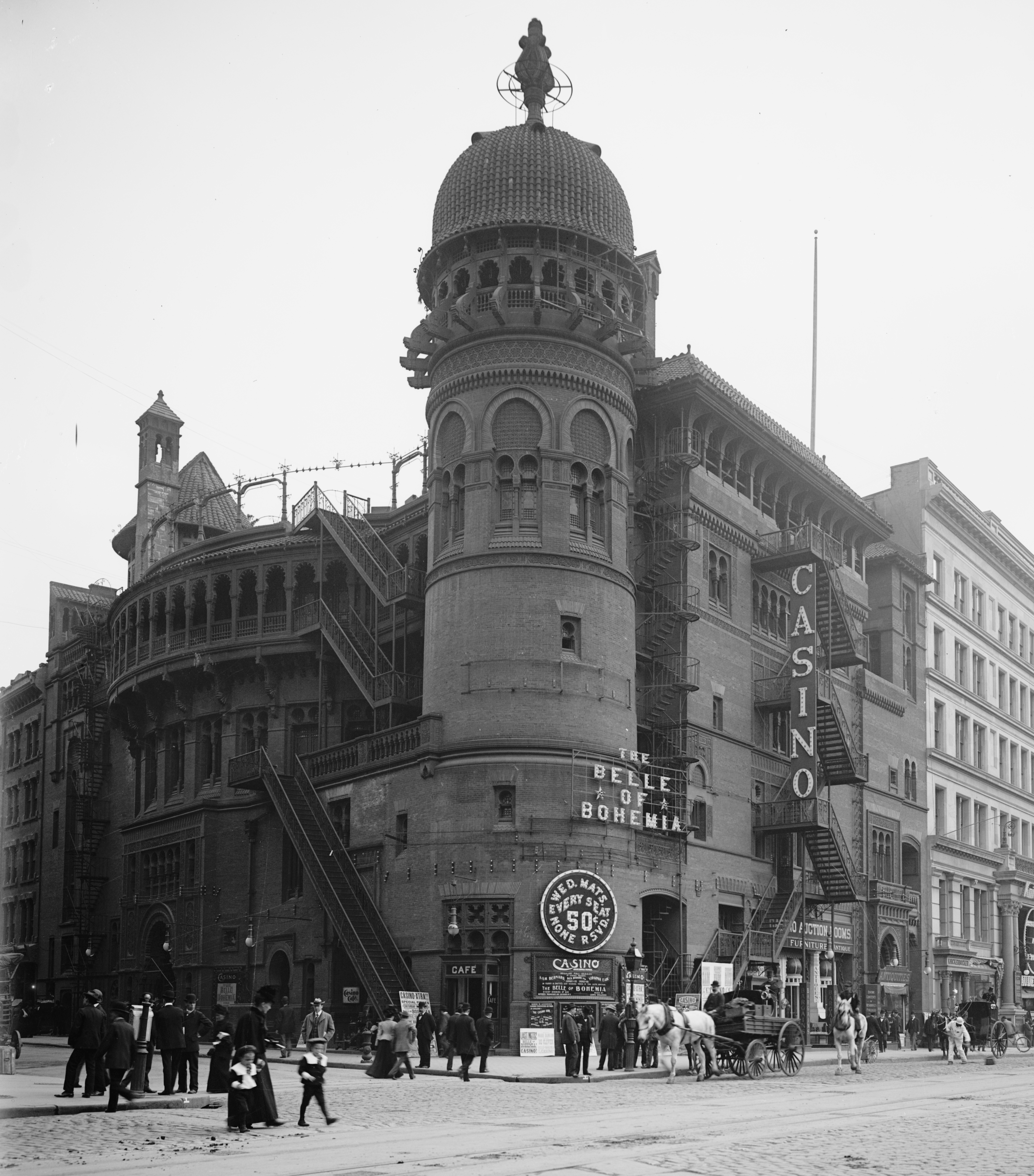
Нью_Йорк. Казино театр на Бродвеї, фото 1900 року. Зруйнований 1930 р.
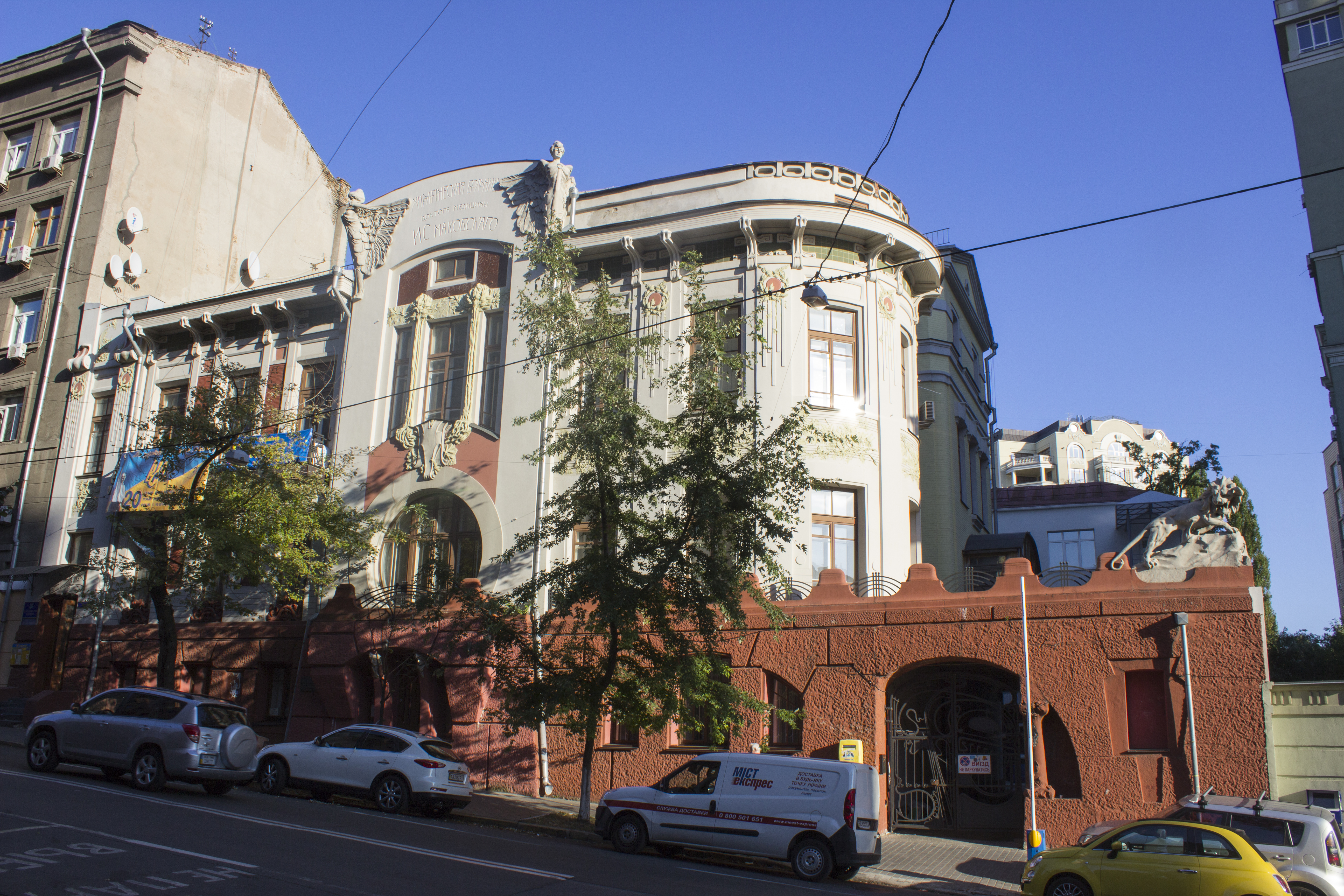
арх. Ігнатій Ледоховський. Колишня клініка Маковського (Київ), 1907-1908 рр.
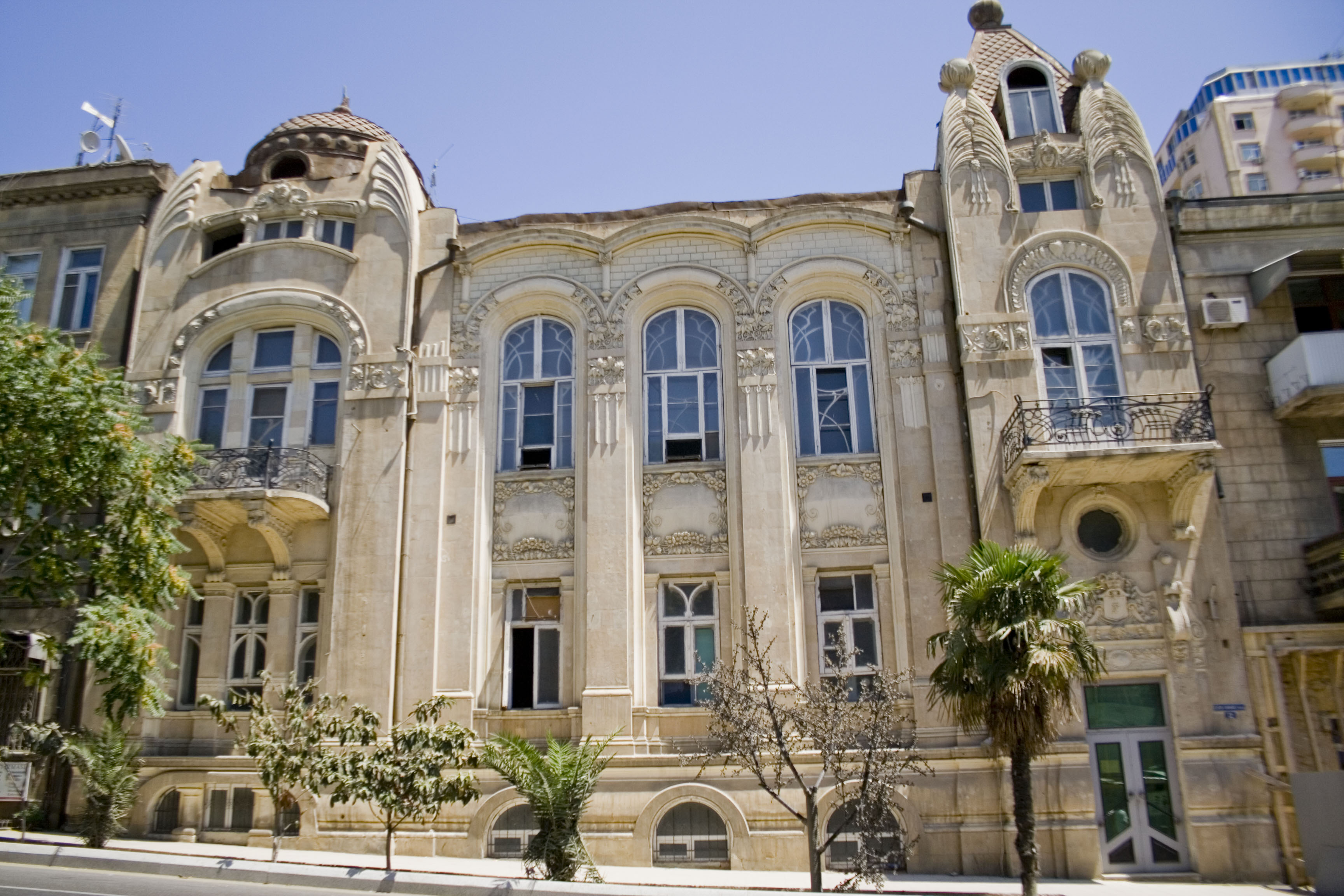
Баку, Азербайджан. Житловий будинок доби модерн
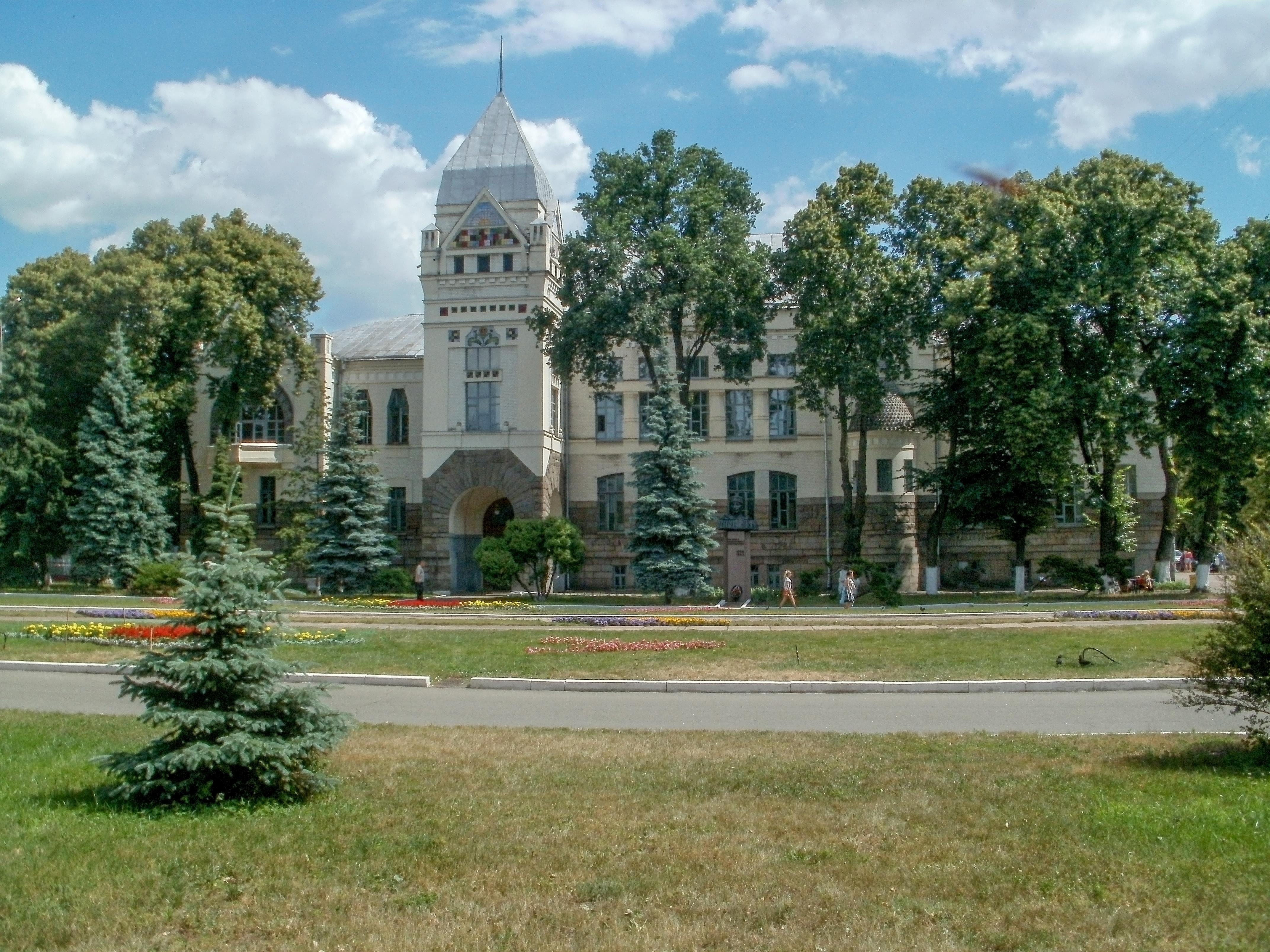
арх. Олександр Іванович фон Гоген, Чернігів. Україна. Дворянський земельний банк (Чернігів), нині обласна наукова бібліотека ім. В.Г. Короленка
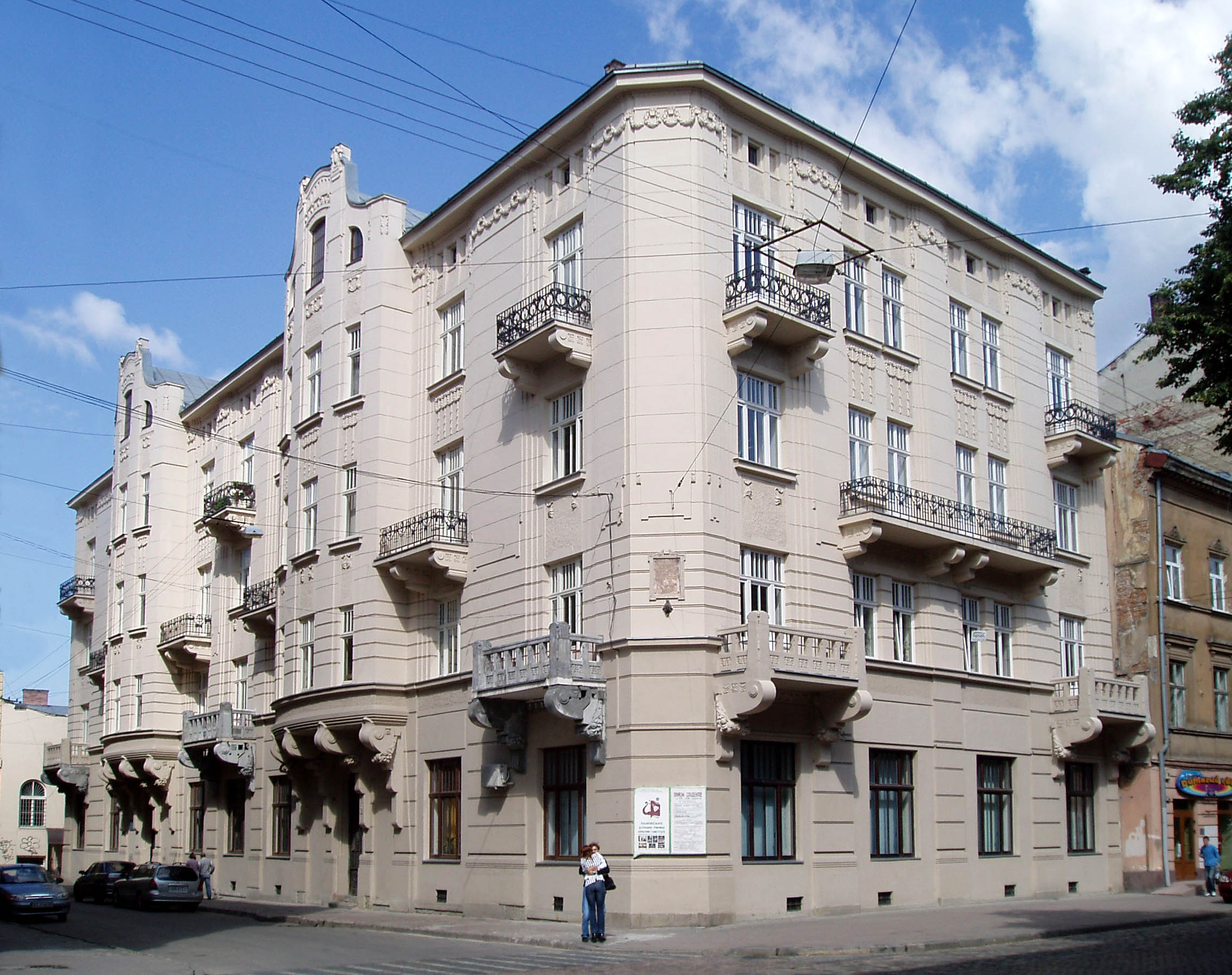
Львів, Україна. Притулок Віктора Бурлярда, вул. Князя Романа, 30
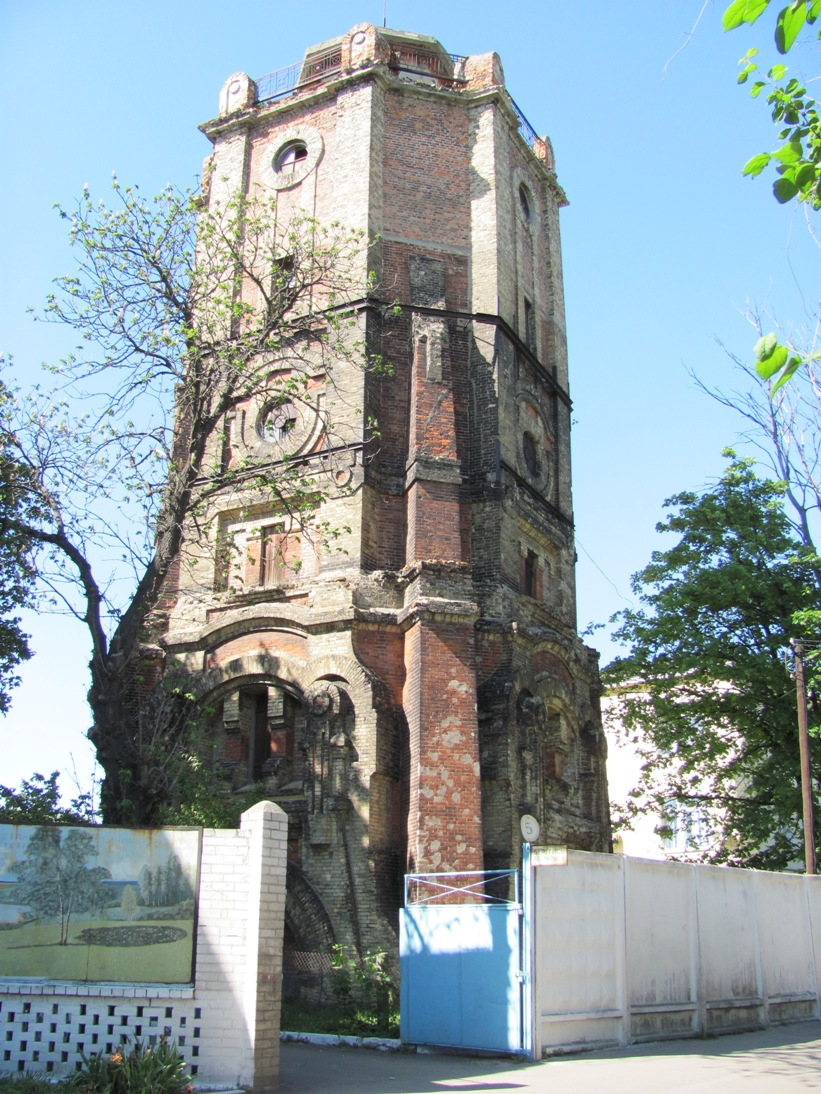
Україна, Козятин, Водонагнітна вежа в стилі модерн, 1890 р.(арх. Кобелєв).
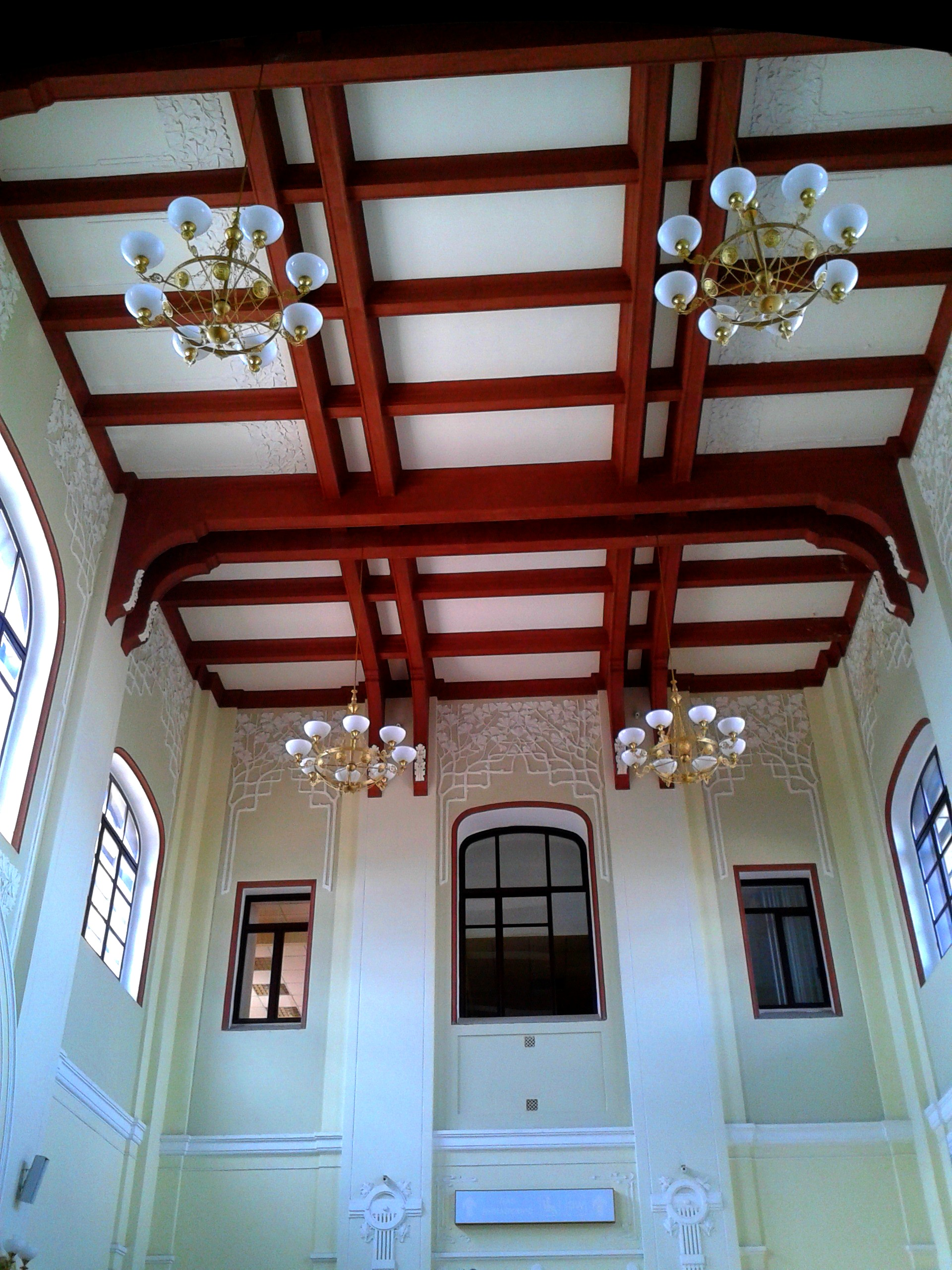
Вокзал, Жмеринка, Україна. Декор стелі в стилі модерн
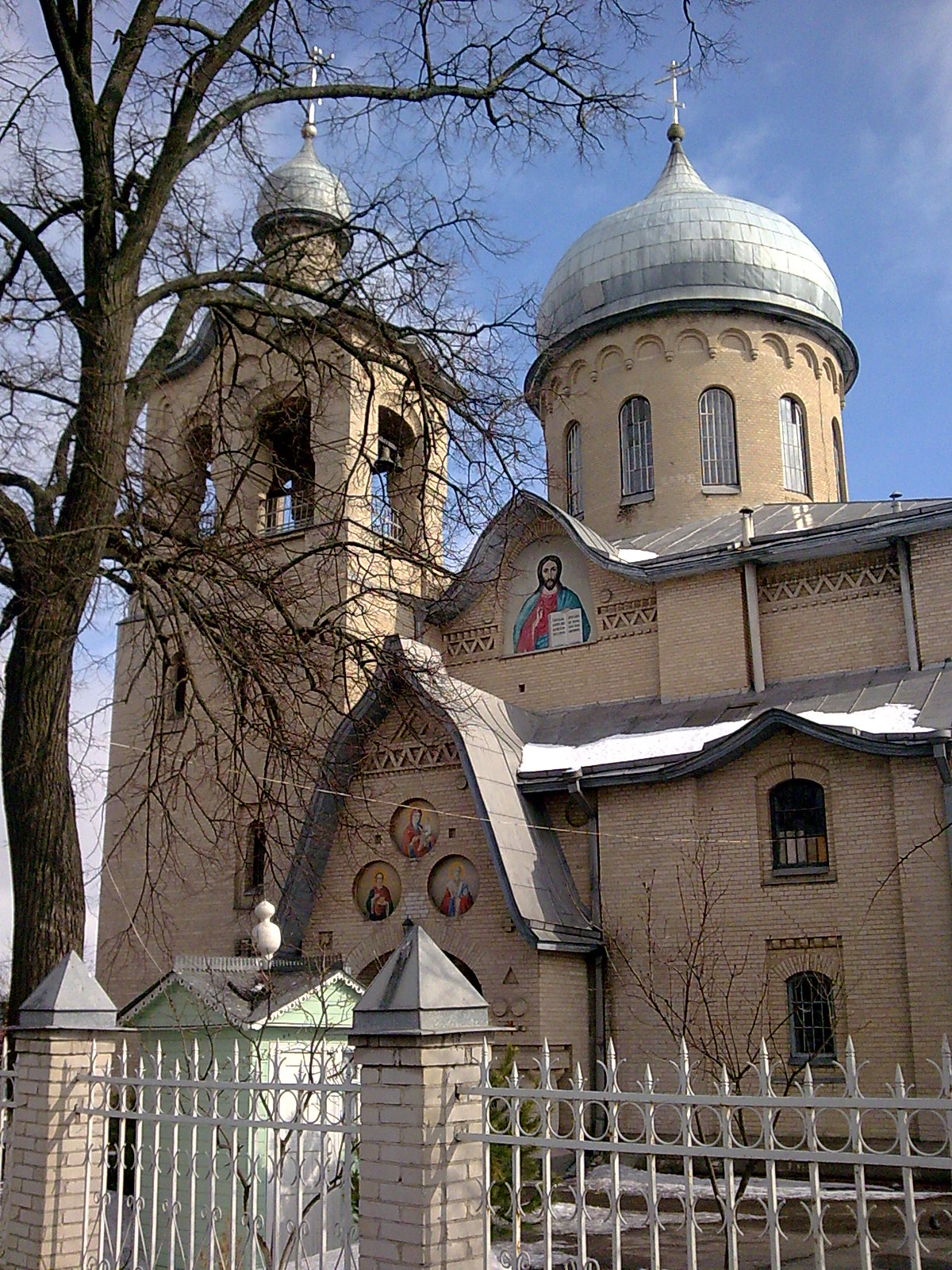
Пантелеймонівська церква (Суми)
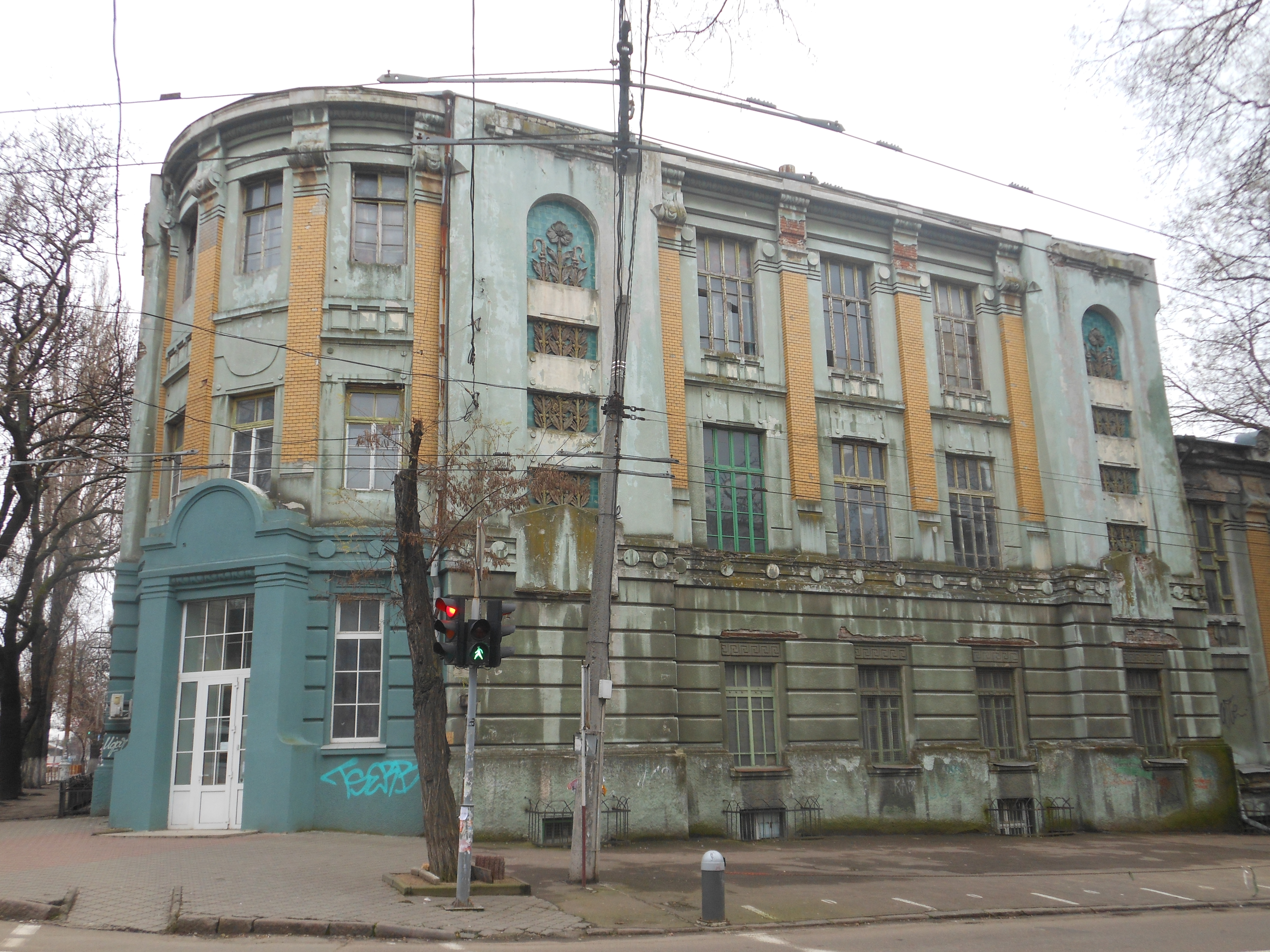
Чаєрозважувальна фабрика Висоцького, Одеса, вул. вулиця Троїцька, 11

## Модерн і ужиткове мистецтво
Помітний поштовх для розвитку наприкінці XIX ст. отримало декоративно-ужиткове мистецтво. Цей розвиток приготували як підвищена увага до історії власних країн, увага до старовини та антикваріату, так і рух мистецтв і ремесел. Вітражі і килими, меблі і дереворізьба, кабінетна бронза, порцеляна, скло мистецьке, кольорові кахлі, ліплений декор зажили наче новим життям. Новий етап промислового розвитку дозволив явити вигідні старі і нові якості знайомих матеріалів — бетону, цегли, деревини, кераміки, металу тощо.

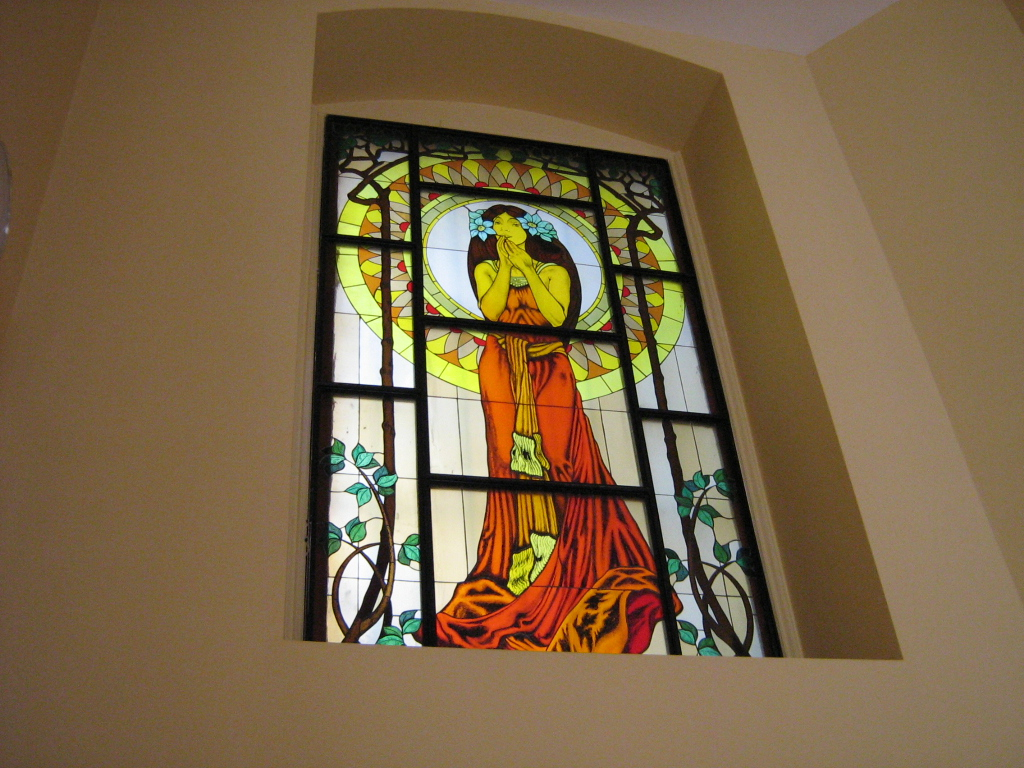
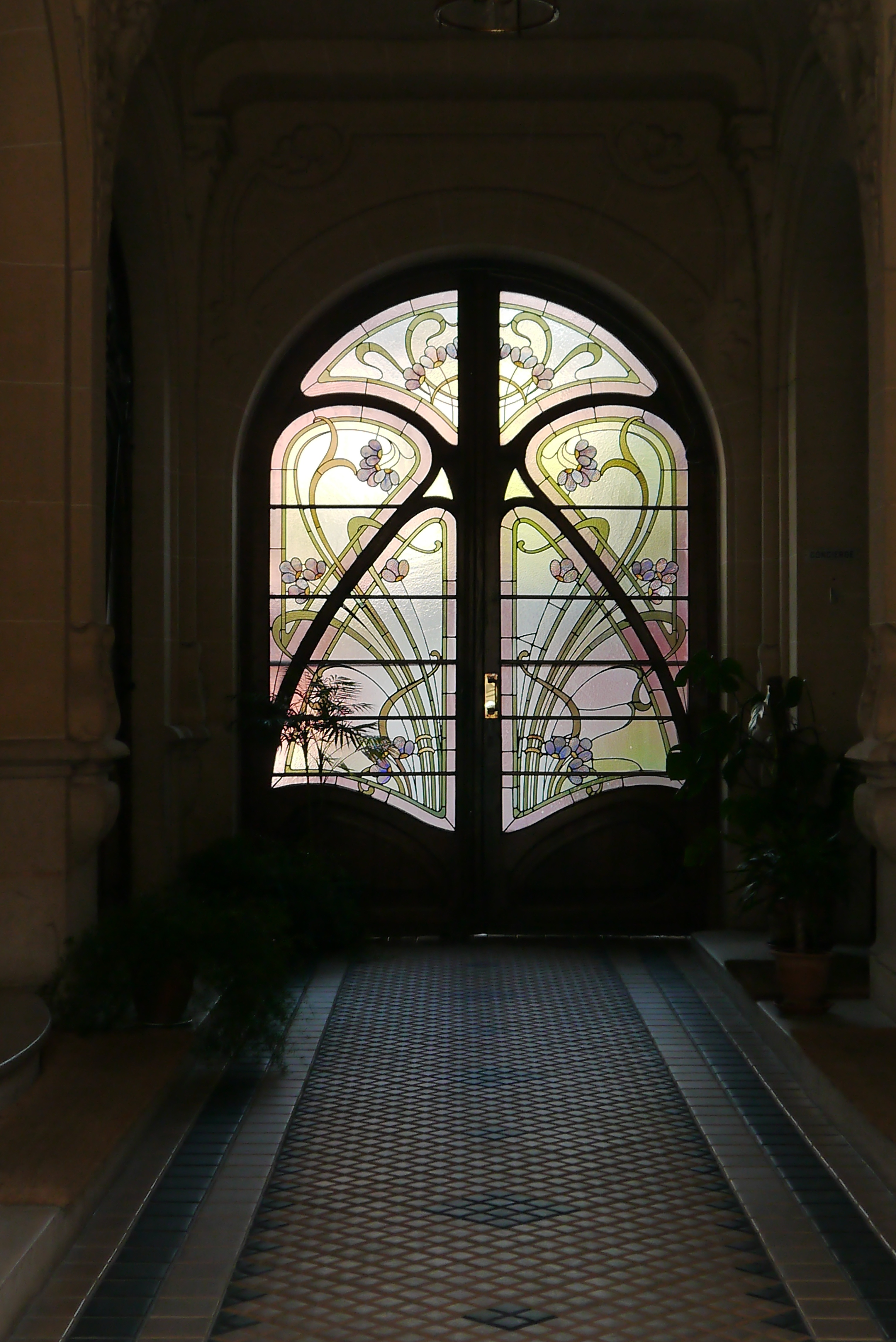
Арх. Жорж Гійон. Двері з вітражем, 1903, Франція
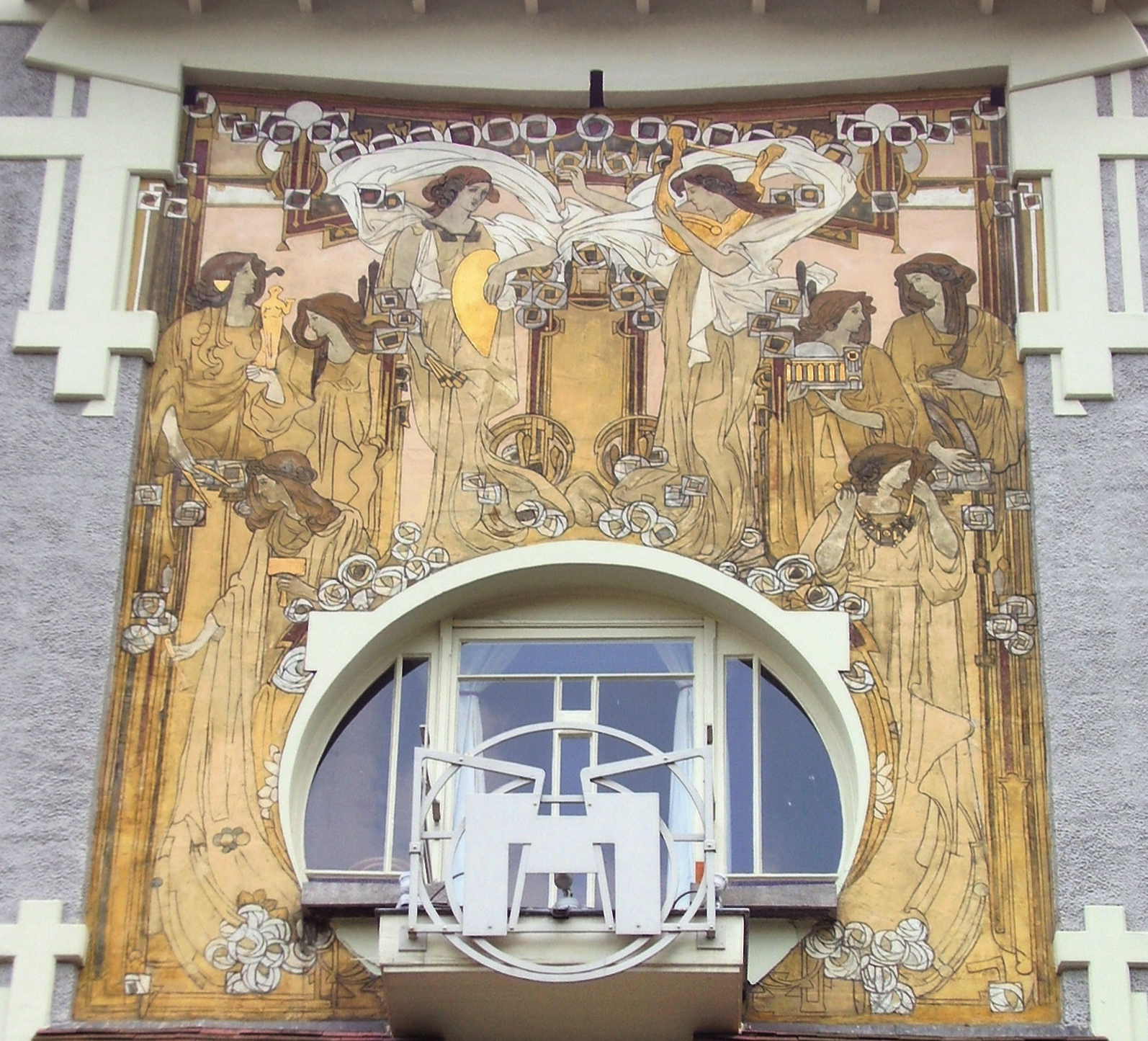
Керамічне панно у Брюсселі
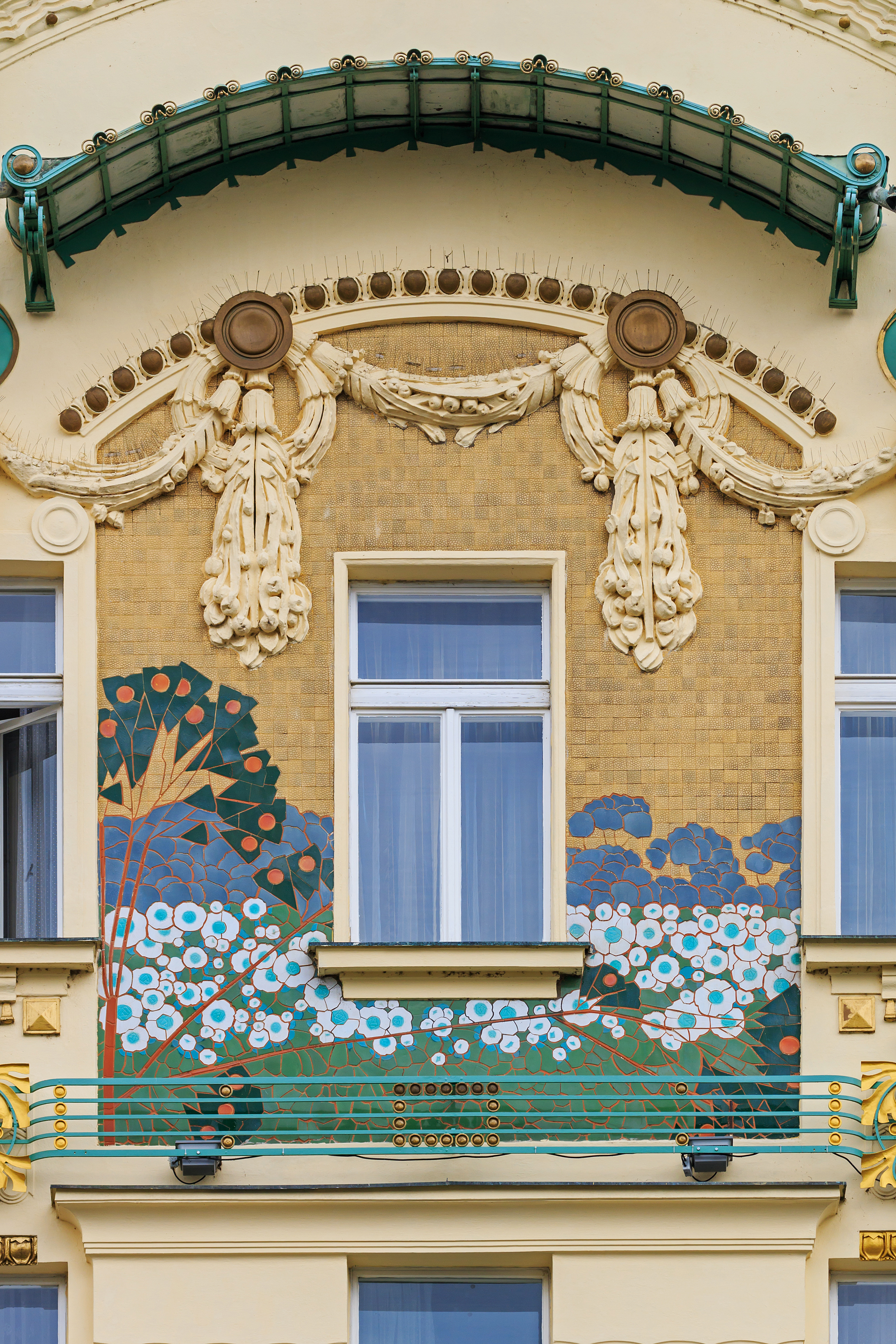
Керамічне панно у Празі
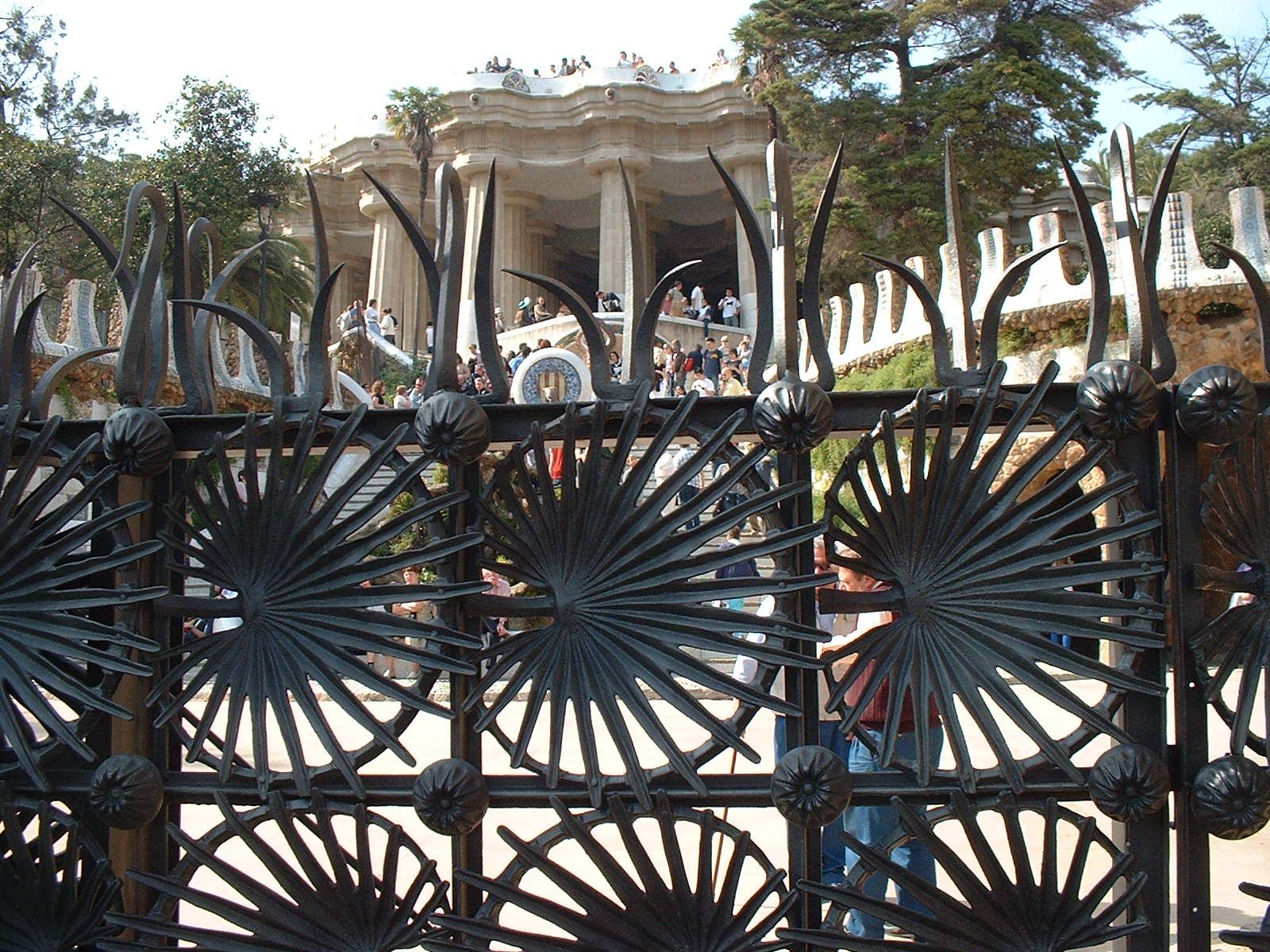
Ворота парку Гуєль у Барселоні
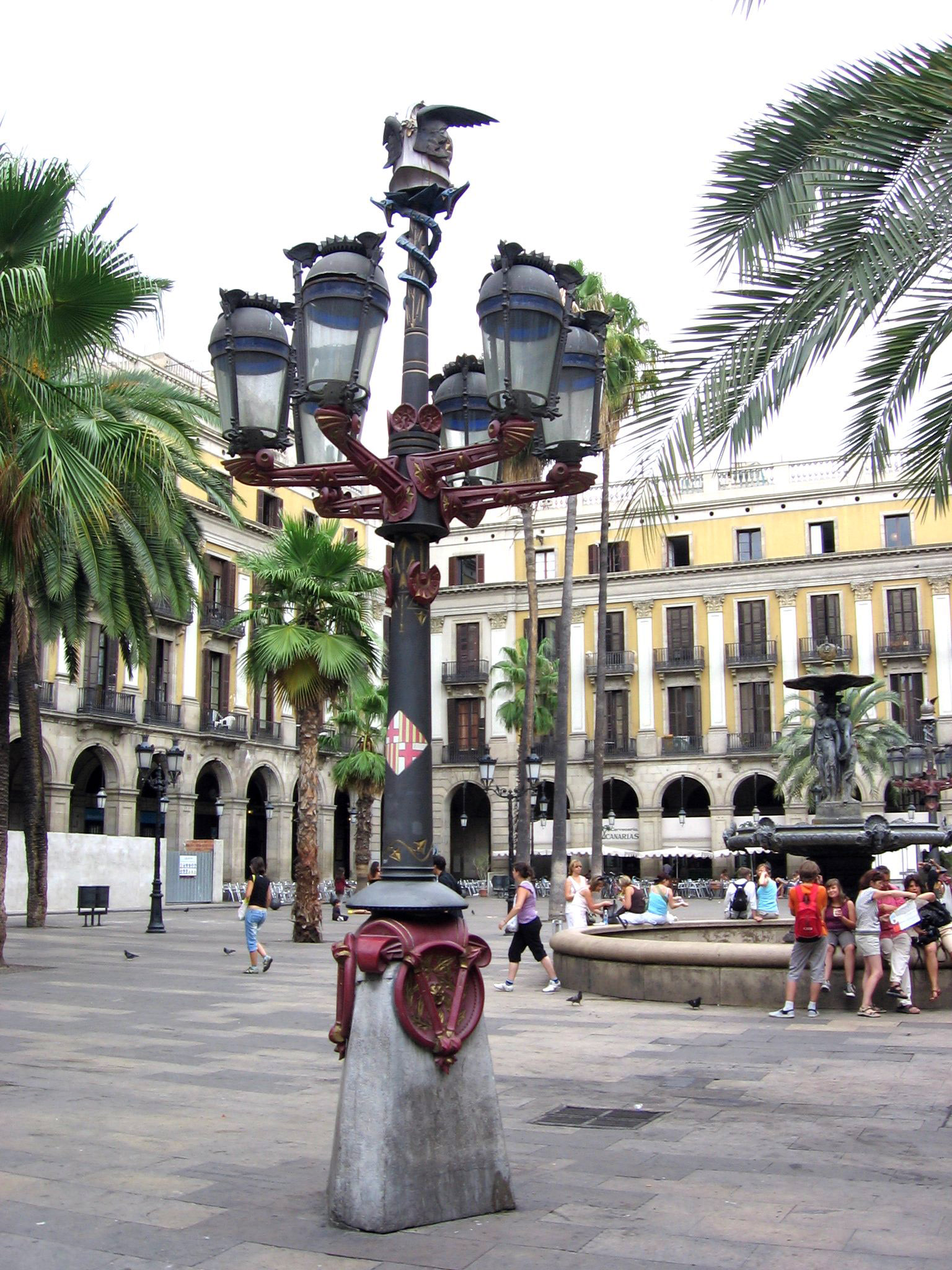
Ліхтар у Барселоні, Антоніо Ґауді
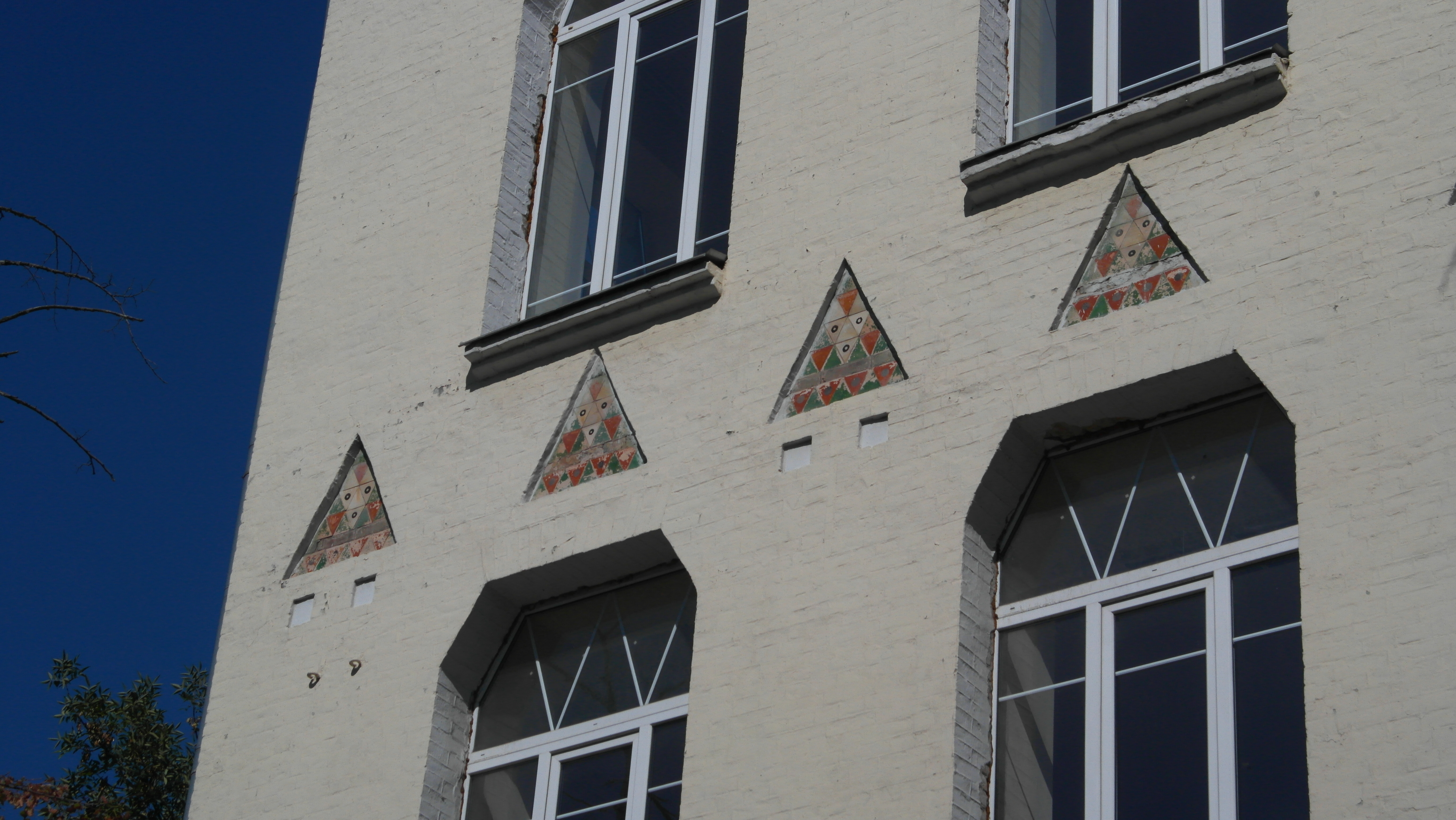
Комплекс будівель міського училища ім. С. Ф. Грушевського. Декор із кахлів за проєктом В. Кричевського

## Ставлення до стилю модерн
Стрімкість розповсюдження модерну, перш за все в архітектурі, викликала як захоплення одних, так і спротив та негативні оцінки інших. До еклектики ставились доволі терпляче, бо своїм несамостійним декором вона нагадувала історичні стилі і відсилала до уславлених зразків минулого. Ранній та розвинений модерн, навпаки, демонстративно розривав традицію з ордерною архітектурою минувшини, зосередившись на опануванні та затвердженні нового стилю і нової, вишуканої орнаментики та своєрідного використання давно відомих будматеріалів. До новомодного стилю модерн охоче звернулась нова генерація архітекторів.
Гнучка, хвиляста лінія, запропонована архітектором Віктором Ортою, отримала назву «удар батога» і викликала захоплення у розробників нового декору. Ця ж хвиляста лінія викликала спротив і негативні оцінки у консервативних прихильників історичних стилів і її обзивали то «хробаком, що збожеволів» (gereizter Regenwurm), то стилем калякання (Schnoerkelstil). Найбільш суворими було звинувачення у розриві з народною та національною архітектурою. Архітектори модерну, навпаки, своїми творами довели, що модерн може ґрунтуватися як на національних традиціях, так і творчо використовувати її надбання (північний модерн скандинавських країн, український архітектурний модерн тощо). В кожній країні врешті-решт виникли власні варіанти модерну, з пишним декором у Іспанії, Португалії, Італії, Бельгії до раціональних і мінімалістичних варіантів в країнах навколо Балтики.
На початковому етапі мало хто усвідомлював переваги нового стилю, його принцип побудови споруд з середини назовні, намагання зробити функцію домінантною над декоруванням та практикою робити привабливі фасади і лише ховати за ними житлову чи виробничу функцію.
Архітектура модерну у сприятливих умовах і достатньому фінансуванні являла всі власні переваги. Пізній, раціональний модерн, що відмовлявся від надмірного чи примхливого декору, приготував появу і стилю ар-деко, і стилю функціоналізм.